# Продажа картин из коллекции Эрмитажа

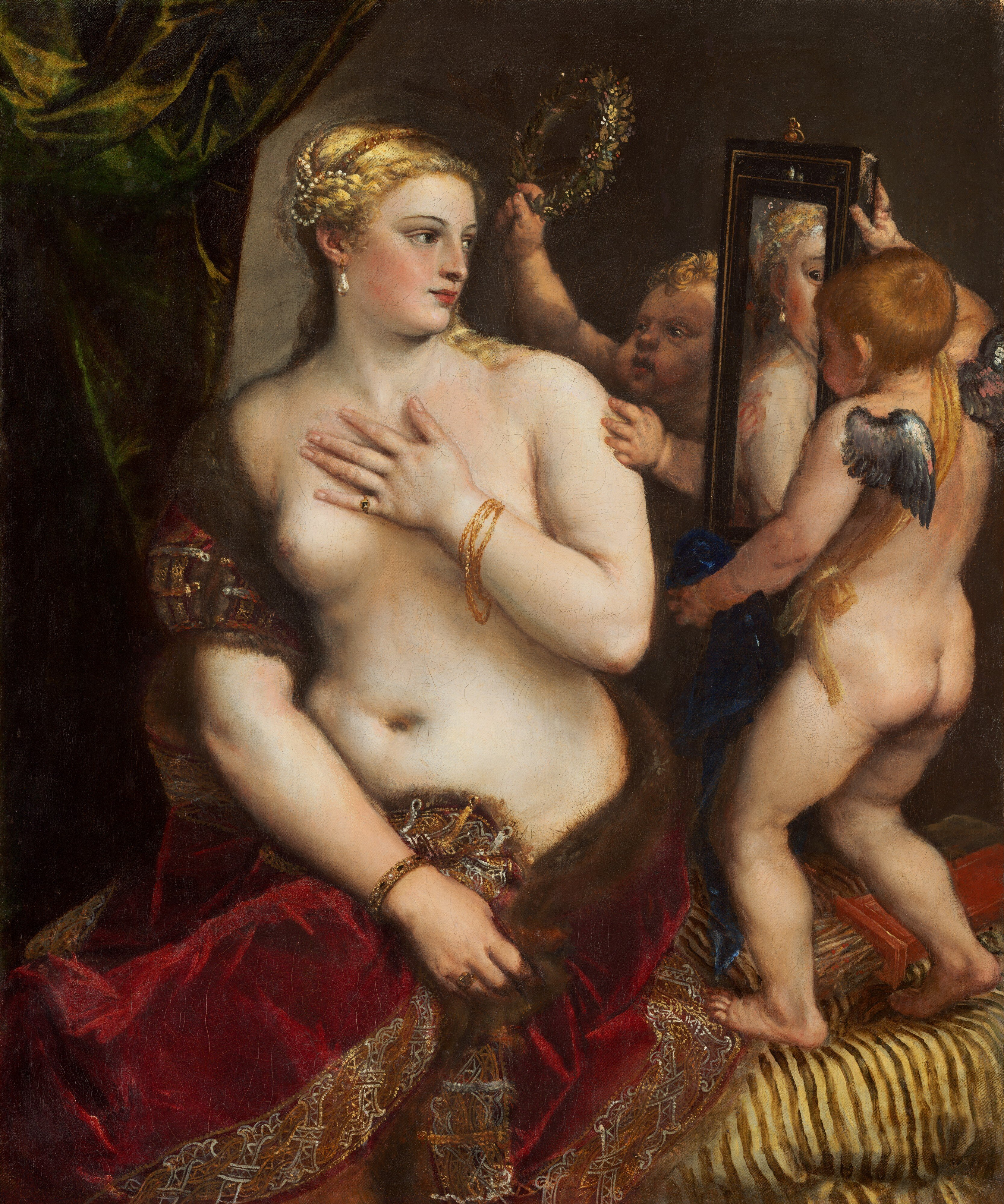
Тициан. «Венера перед зеркалом». Теперь — в Национальной галерее искусства, Вашингтон

Прода́жа карти́н из колле́кции Эрмита́жа — предпринятый правительством СССР в 1929—1934 годах акт распродажи полотен эрмитажной коллекции ради получения средств для индустриализации страны.
Всего из залов и запасников музея было отобрано 2880 картин, 350 из которых — произведения значительной художественной ценности, а 59 — шедевры мирового значения; некоторые из них находились в музее ещё со времён его основания Екатериной Великой. Небольшая часть полотен, не найдя покупателя, всё же вернулась в музей, но около 50 знаменитых шедевров — включая работы таких мастеров, как Ян ван Эйк, Тициан, Рембрандт и Рафаэль, — навсегда покинули Россию. В результате картин Ван Эйка в Эрмитаже (и в России в целом) не осталось вообще, а ряд других художников первого ряда (Рафаэль, Боттичелли, Перуджино) остались представлены второстепенными произведениями. Эрмитажное собрание Рембрандта, бывшее богатейшим в мире, после распродаж уступило первенство амстердамскому и нью-йоркскому.
Также были частично распроданы коллекция нидерландской и фламандской живописи, собранная и завещанная музею П. П. Семёновым-Тян-Шанским, и собрания, национализированные после Октябрьской революции (например, шедевры Строгановского дворца). Кроме живописи, из Эрмитажа распродавали художественное серебро, бронзу, нумизматические коллекции, византийские эмали.
Информация о масштабах потерь стала достоянием широких кругов общественности лишь в конце 1980-х годов. Сотрудниками Эрмитажа и российскими учёными данная распродажа национального достояния и культурного наследия расценивается как «трагедия и катастрофа», «безумие», «непродуманная, зачастую неумелая, даже бессмысленная, а потому и плачевная по своим результатам деятельность».

## Обстоятельства продажи

### Подготовка
В первое десятилетие советской власти продаваемые на Запад национализированные произведения искусства по большей части представляли собой рядовой антиквариат и драгоценности. Но в конце 1920-х годов советское правительство, испытывая недостаток в валюте для оплаты растущих долгов при покупке техники и строительстве заводов, решило пополнить бюджет за счёт распродажи вещей из музейных коллекций. В феврале 1928 года Эрмитажу и Русскому музею было предложено представить список произведений для экспорта общей стоимостью 2 млн рублей. Под эгидой Наркомпроса в Ленинграде было создано специальное агентство «Антиквариат». Эрмитаж получил инструкцию продать 250 картин по крайней мере по 5000 рублей за каждую, а также гравюры, оружие и предметы скифского золота.

Ян ван Эйк. «Благовещение». Теперь — в Национальной галерее искусства, Вашингтон

Из воспоминаний Бориса Пиотровского:

На эту же тему поступило письмо Главнауки об изъятии для распродажи предметов античного искусства, Ренессанса, Готики, в основном изделий из золота, драгоценных металлов, слоновой кости и т. п. Письмо подписал зам. заведующего Главнаукой «товарищ Вольтер». Сперва секретно, а потом в открытую помещения музея обследовались спецбригадами по отбору ценностей «экспортного значения».

Как пишет Юрий Жуков, «судьбы музейных собраний решали не опытные профессионалы-искусствоведы, а люди весьма далёкие от проблем сбережения и изучения произведений искусства. Первенствующую роль играли теперь особоуполномоченный Наркомторга и директор-распорядитель „Антиквариата“ А. М. Гинзбург, уполномоченный по Ленинграду — Простак, по Москве — Н. С. Ангарский. А предрешил именно такой ход событий Я. Э. Рудзутак».
Директор Эрмитажа Оскар Вальдгауэр был смещён и заменён на чиновника Германа Лазариса, ранее служившего в Наркомате иностранных дел. Уже 10 марта 1928 года сотрудники Эрмитажа сдали по описи Ленинградскому отделению Госторга 376 предметов, оценённых его же экспертами в 718 тысяч рублей. К 26 октября было сдано 732 предмета на общую сумму 1 миллион 400 тысяч рублей.
Вооружённые только одной наивностью, мы выходим на большую дорогу с Рембрандтами, ван Эйками, Ватто и Гудонами.
 Николай Ильин, председатель правления Всесоюзной государственной торговой конторы «Антиквариат»
Г. В. Лазарис был в роли временно исполняющего обязанности директора Эрмитажа с февраля по ноябрь 1928 года, после него директором Эрмитажа был назначен П. И. Кларк.
С 1 января по 7 июня 1929 года «Антиквариат» сумел получить только из Эрмитажа 1221 предмет для экспорта, включая живопись и произведения декоративно-прикладного искусства. После берлинского и лондонского аукционов в июле 1929 года всего за семь недель из Эрмитажа был получен 5521 предмет: за 19 дней июня — 2504 и за июль — 3017, то есть больше, чем за весь предыдущий год.
1 февраля 1930 года директором Эрмитажа утвердили Леонида Оболенского, умершего в сентябре того же года; его сменил Б. В. Легран.

### Гюльбенкян и Мэллон

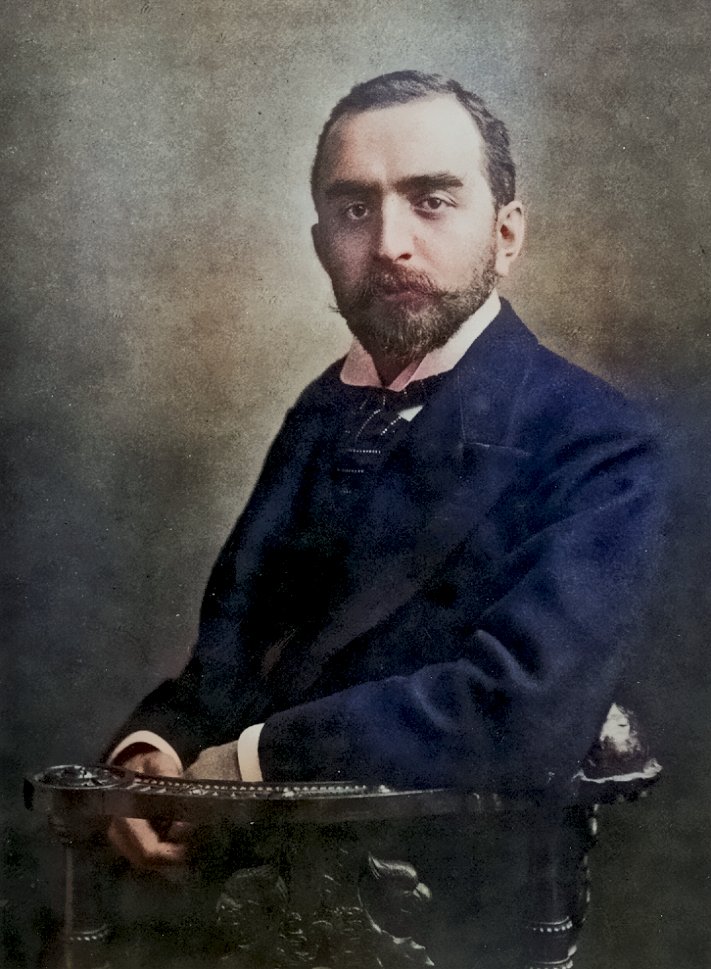
Галуст Гюльбенкян

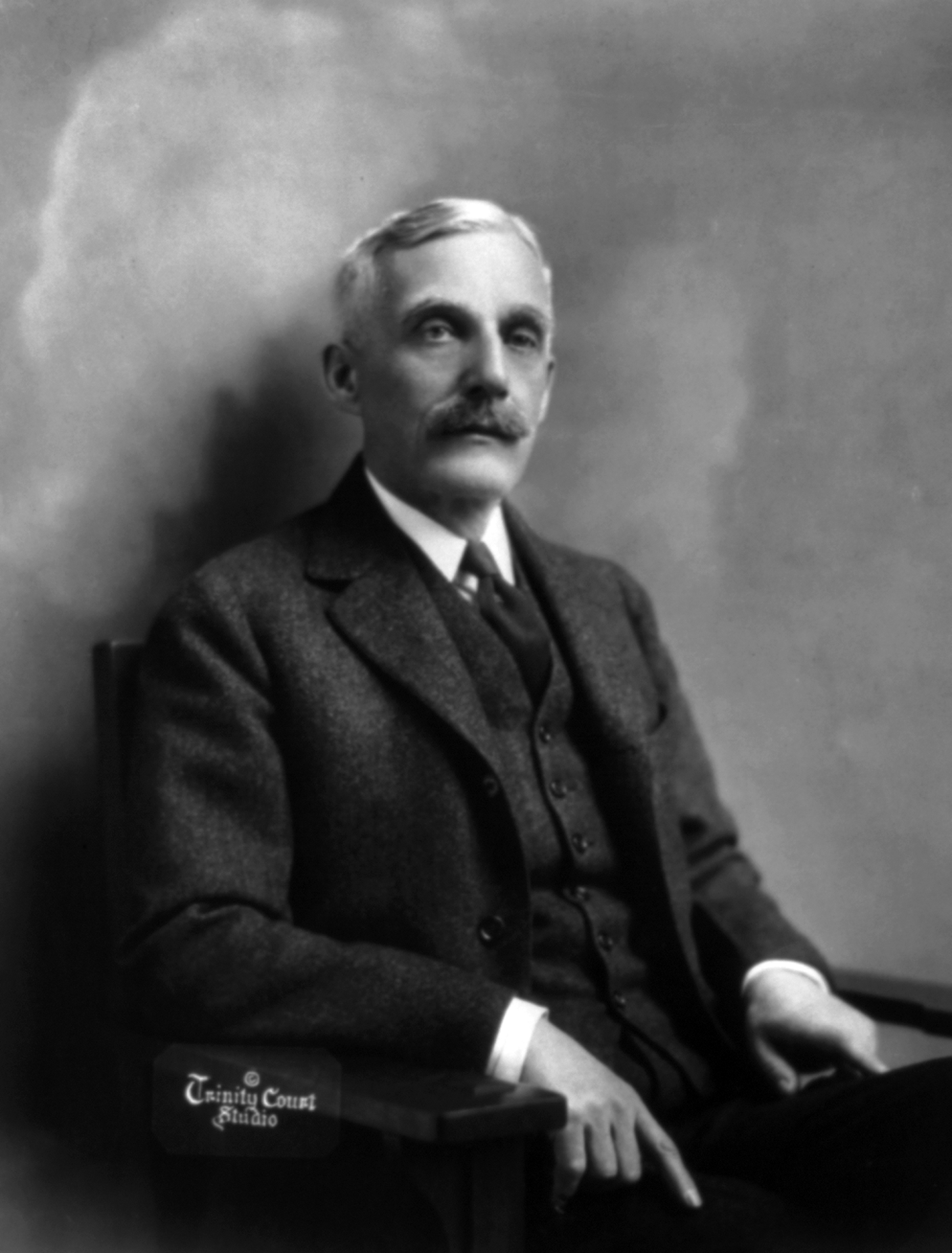
Эндрю Меллон

Продажу полотен первого ряда предполагалось провести тайно, но информация распространилась среди избранных западных торговцев. Первым покупателем шедевров Эрмитажа стал Галуст Гюльбенкян, основатель Iraq Petroleum Company, торговавший с Советской Россией нефтью. Г. Л. Пятаков, налаживавший с ним торговые контакты, за несколько лет до этого предложил коллекционеру приобрести некоторые картины. Гюльбенкян с радостью откликнулся и направил свой список, куда входили, в частности, «Юдифь» Джорджоне, «Возвращение блудного сына» Рембрандта и «Персей и Андромеда» Рубенса, но сделка не состоялась.
Наступление Великой депрессии 1930-х годов снизило интерес к вложениям в искусство во всём мире. Кроме того, активная работа «Антиквариата» перенасытила рынок и привела к демпингу. Наконец, в 1930 году было решено продолжить продажу шедевров первого ряда, поскольку они гарантированно должны были найти покупателя, способного предложить достойную цену, что было необходимо для выполнения плана по выручке валюты. Комиссары вспомнили об интересе Гюльбенкяна. По трём договорам он приобрёл 51 эрмитажный экспонат за 278 900 фунтов, по предварительной договорённости уступив четыре картины парижскому антиквару Натану Вильденштайну. Большинство предметов сейчас находится в постоянной экспозиции основанного фондом Гюльбенкяна музея в Лиссабоне.
Продавцы остались недовольны результатами сделки и стали искать новых покупателей; Гюльбенкян тоже не был удовлетворён действиями советских агентов, которых считал глупыми и непрофессиональными, о чём свидетельствует его письмо-меморандум советскому руководству: «Торгуйте чем хотите, но только не тем, что находится в музейных экспозициях. Продажа того, что составляет национальное достояние, дает основание для серьёзнейшего диагноза».

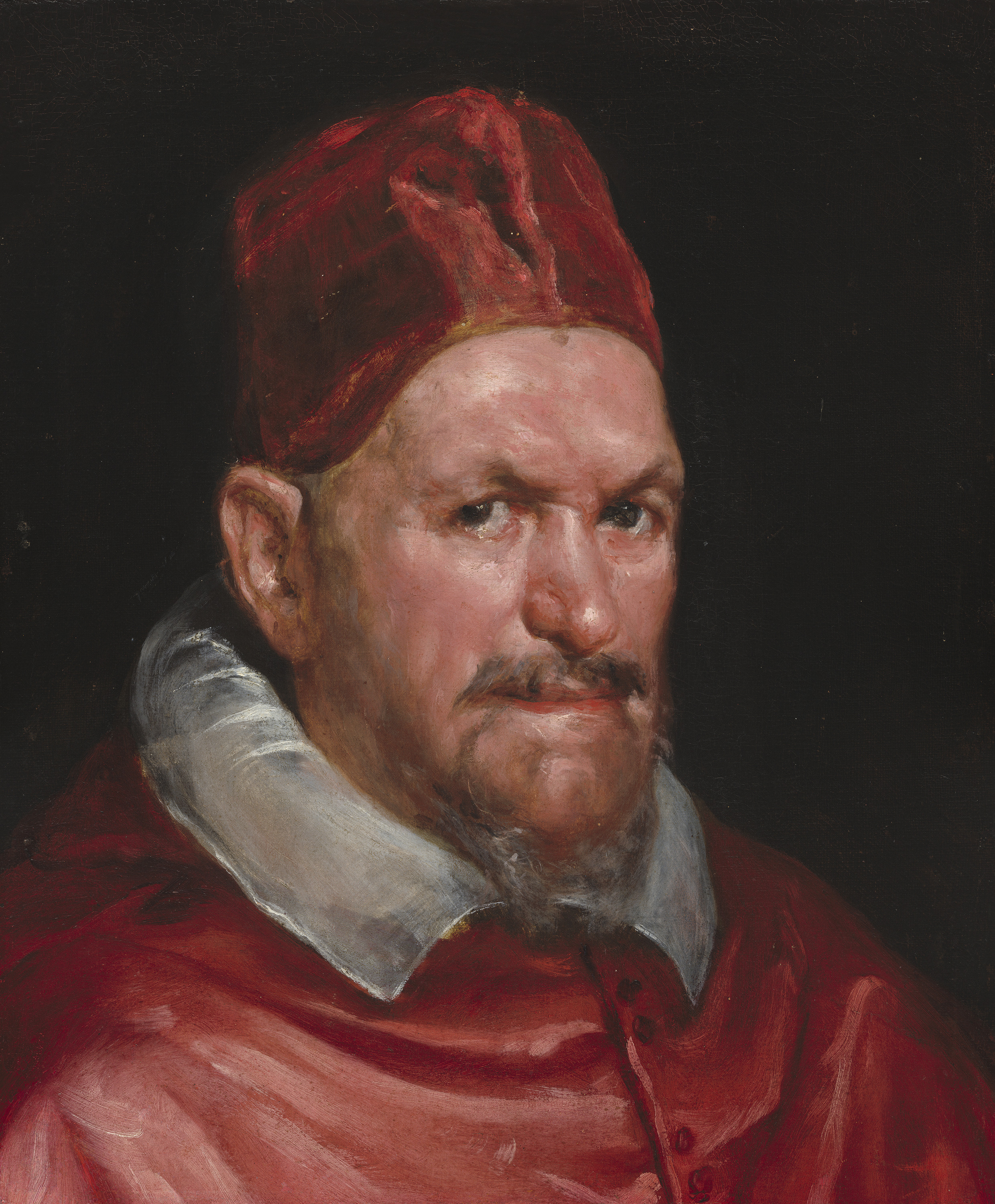
Круг Веласкеса. Портрет папы Иннокентия Х. Около 1650. Теперь — в Национальной галерее искусства, Вашингтон

Советское правительство попросило Фрэнсиса Маттисона, молодого немецкого торговца произведениями искусства, составить список картин из русских собраний, которые ни в коем случае нельзя продавать ввиду их культурной и художественной ценности. Через некоторое время Маттисон с удивлением увидел некоторые из этих полотен в Париже в собрании Гюльбенкяна. Нефтепромышленник пригласил его быть своим агентом при дальнейших закупках, но Маттисон предпочёл сформировать консорциум с лондонской компанией Colnaghi и Knoedler and Company из Нью-Йорка, которые выкупили в 1930—1931 годах 21 картину, приобретённые затем Эндрю Меллоном. В последующие годы Маттисон очень гордился предпринятым им манёвром, приведшим к появлению коллекции Меллона.
Эндрю Меллон был американским банкиром, крупным государственным чиновником, дипломатом и собирателем живописи. Он решил основать американскую галерею по образцу Национальной галереи в Лондоне. Услышав о распродаже эрмитажных шедевров у своих давних поставщиков в галерее Knoedler and Co, он решил не упускать случая. Купленная им за девять сделок группа картин включала «Благовещение» Яна ван Эйка и «Мадонну Альба» Рафаэля, причём последняя обошлась в 1 166 400 долларов США, что было в то время самой большой суммой, уплаченной за произведение искусства. К концу 1931 года он выплатил за все полотна 6 654 000 долларов. Меллон завещал картины правительству США; после его смерти они, вместе с другими шедеврами из его коллекции, вошли в собрание Национальной галереи искусства в Вашингтоне.

### Завершение торговли

Хендрик Аверкамп. «Сценка на льду». Продана неизвестному покупателю, с 1967 года — в Национальной галерее искусства в Вашингтоне. В Эрмитаже работ Аверкампа не осталось

Сотрудникам Эрмитажа удалось отстоять серебряную раку Александра Невского, сасанидское серебро (III—VII вв. н. э.), скифское золото, «Мадонну Бенуа» Леонардо да Винчи. 25 апреля 1931 года Политбюро приняло постановление о создании списка шедевров, не подлежащих продаже. В 1932 году со складов «Антиквариата» в Эрмитаж вернулись непроданные экспонаты.
Информация о торговле шедеврами оставалась в секрете до 4 ноября 1933 года, когда «Нью-Йорк Таймс» опубликовала заметку о покупке нескольких картин музеем Метрополитен («Распятие» и «Страшный суд» ван Эйка). В 1932 году удалось в третий раз отстоять сасанидское серебро благодаря письму Орбели (заместителя директора Эрмитажа) Сталину.
Уважаемый т-щ Орбели!

Письмо Ваше от 25/Х получил. Проверка показала, что заявки Антиквариата не обоснованы. В связи с этим соответствующая инстанция обязала Наркомвнешторг и его экспортные органы не трогать Сектор Востока Эрмитажа.
Думаю, что можно считать вопрос исчерпанным.

С глубоким уважением

И. Сталин
«Поскольку Сталин в ответе Орбели касался только предметов Сектора Востока, все западноевропейские экспонаты, предназначенные для отправки в „Антиквариат“, были объявлены связанными с Востоком (например, по изображению на них восточных изделий, в частности, ковров, или же по другим, очень отдалённым мотивам). Эта уловка помогла спасти их от экспорта».
Стабилизации способствовал и состоявшийся в середине января 1933 года объединённый Пленум ЦК — ЦКК ВКП(б), объявивший о досрочном завершении первой пятилетки, на которую и шли средства от продажи экспонатов. Приход к власти в Германии нацистов закрыл удобный для большевиков немецкий рынок. «Антиквариату» из-за непрофессионализма всё хуже и хуже удавалось выполнять план по добыче валюты.

А. И. Стецкий. Репрессирован в 1938 году

В 1933 году Т. Л. Лиловая, заведующая сектором западноевропейского искусства, тоже написала письмо Сталину. Он отреагировал на него, поручив А. И. Стецкому разобраться в ситуации. Стецкий осознал опасность, грозящую музею, и подготовил проект решения Политбюро. Решение было утверждено на заседании 15 ноября 1933 года:
Об Эрмитаже.

Прекратить экспорт картин из Эрмитажа и других музеев без согласия комиссии в составе тт. Бубнова, Розенгольца, Стецкого и Ворошилова.
Решение оказалось окончательным и действительно полностью прекратило практику изъятия музейных ценностей. «Антиквариату» осталось продавать лишь то, что сохранилось на его складах. В 1934 году Легран был уволен с поста директора Эрмитажа, и его место занял Орбели.
Доход от продаж составил не более одного процента от валового дохода страны и значимого влияния на ход индустриализации не оказал, нанеся при этом значительный ущерб национальному культурному достоянию и международной репутации СССР. «Инициатива по распродажам исходила от конторы Внешторга „Антиквариат“ и руководства Наркомата торговли, который в 1926 году возглавил А. И. Микоян. Его ведомство провалило работу по экспорту — источнику валютных поступлений, за что подвергалось жестокой критике на XV, XVI съездах ВКП(б) и партийных конференциях. Чтобы залатать дыры в своей работе, Микоян, директор „Антиквариата“ Гинзбург и Ко предложили распродать культурное достояние страны, суля баснословную выручку. Им поверили, и в 1928—1933 гг. прошла беспримерная эпопея музейных распродаж, которая ничего, кроме вреда, не принесла. Через Наркомторг валом продали более шести тысяч тонн (!) культурных ценностей, сбив цену и выручив за них менее 20 млн руб. — по три рубля за „килограмм Рембрандта“. Торгсин, не трогая Эрмитаж и Гохран, дал на алтарь индустриализации 287 млн зол. руб. На распродаже культурного достояния России нажились, в основном, немецкие антикварные фирмы, которые по дешёвке всё это скупали, а потом втридорога перепродавали. Остатки „даров Микояна“ конфисковали при Гитлере нацисты, продавали их на международных арт-рынках, а вырученная валюта пополняла казну Третьего рейха», — отмечал исследователь проблемы перемещённых культурных ценностей А. Г. Мосякин.

## Проданные картины
4 июня 1929 года:

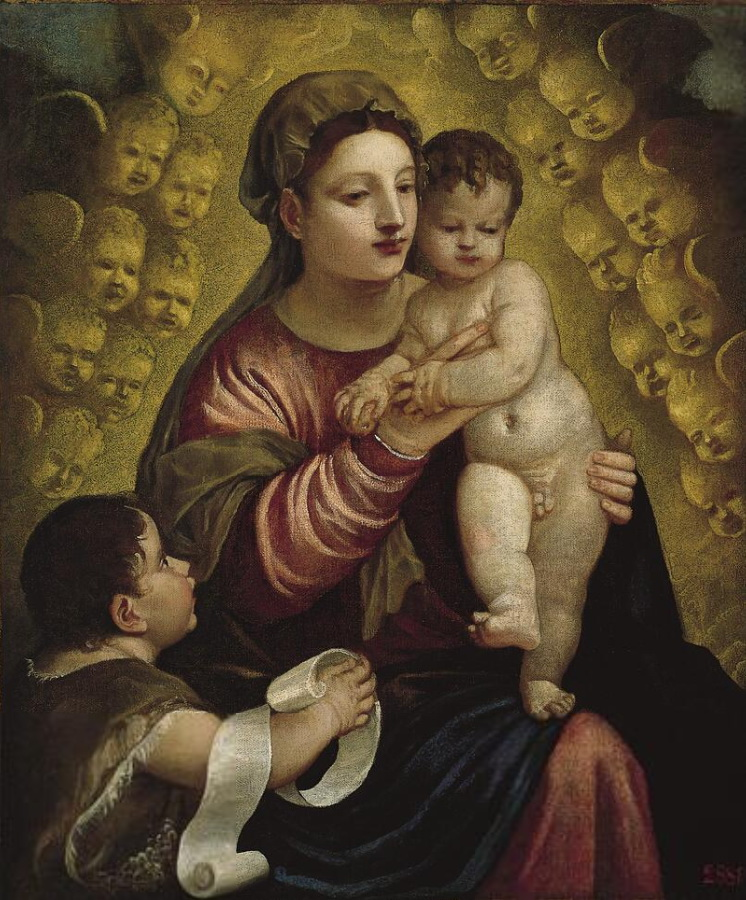
На берлинский аукцион Лепке[нем.] выставлены «Портрет супругов» Лоренцо Лотто (не продан), «Положение во гроб» Рубенса (не продано), «Голова старика» Рембрандта (138 тысяч марок), «Портрет старика» Йоса ван Клеве (100 тысяч марок), «Портрет Фридриха Мудрого» Лукаса Кранаха Младшего (28,5 тысяч марок), «Святой Иероним» Тициана (26 тысяч марок), его же «Мадонна с младенцем» (25 тысяч марок). Примерно такой же — от 16 до 25 тысяч — оказалась и окончательная цена полотен Морони, Кантарини, Бордоне, Бассано, Робера, Каналетто, Верне.[4]  - Мастерская Тициана. «Мадонна с младенцем и св. Иоанном Крестителем»

Апрель 1929 года:

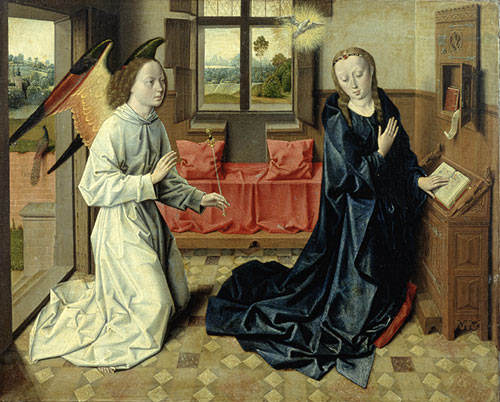
Дирк Боутс. «Благовещение»

Гюльбенкян приобрёл на общую сумму 54 150 фунтов стерлингов:
- «Благовещение» Дирка Боутса (54 тысячи фунтов стерлингов, сегодня атрибутируется как работа художника круга Боутса[17]) — единственное (как считалось в те годы) произведение Боутса в Эрмитаже, к тому же находящееся в основной экспозиции;
- две картины Юбера Робера — сцены приведения в порядок Версальского парка, пострадавшего от урагана;
- 24 предмета французского серебра, исполненных крупнейшими французскими мастерами XVIII века по заказам Елизаветы Петровны и Екатерины II;
- стол-секретер эпохи Людовика XVI работы Ж.-А. Ризенера.

Январь 1930 года:
- Рембрандт, «Портрет Титуса» (куплен Гюльбенкяном, сейчас хранится в Лувре как работа, приписываемая Рембрандту)
- Ватто, «Лютнист (Меццетен)» (куплен Гюльбенкяном, в 1934 году перепродан Метрополитен-музею)
- Ван Дейк, «Портрет Сюзанны Фоурмен с дочерью» (куплен Меллоном, сейчас в Национальной галерее искусства, Вашингтон)
- Ван Дейк, «Портрет Филиппа, лорда Уортона» (куплен Меллоном за 250 тысяч фунтов стерлингов, сейчас в Национальной галерее искусства, Вашингтон)

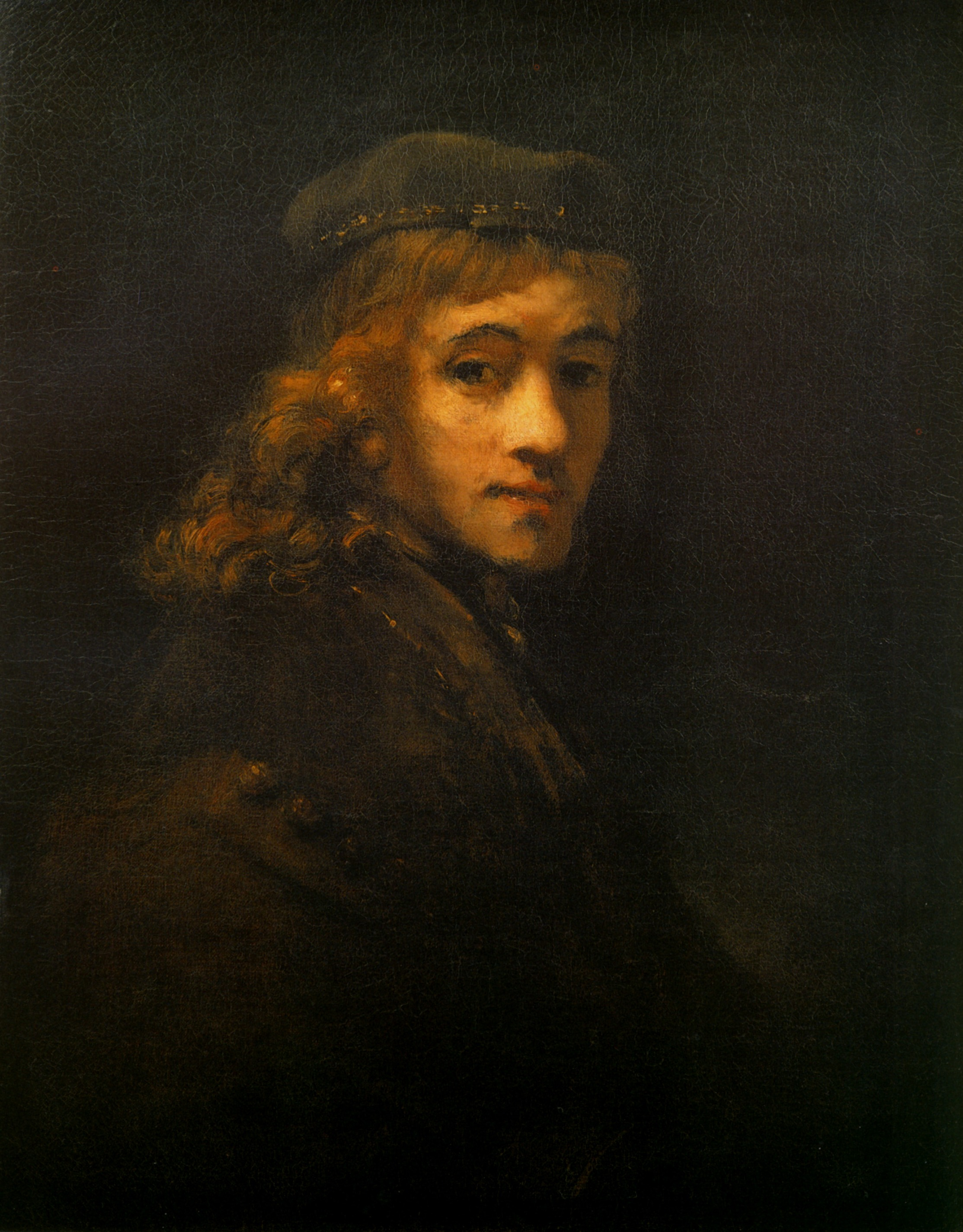
Рембрандт (?). «Портрет Титуса»
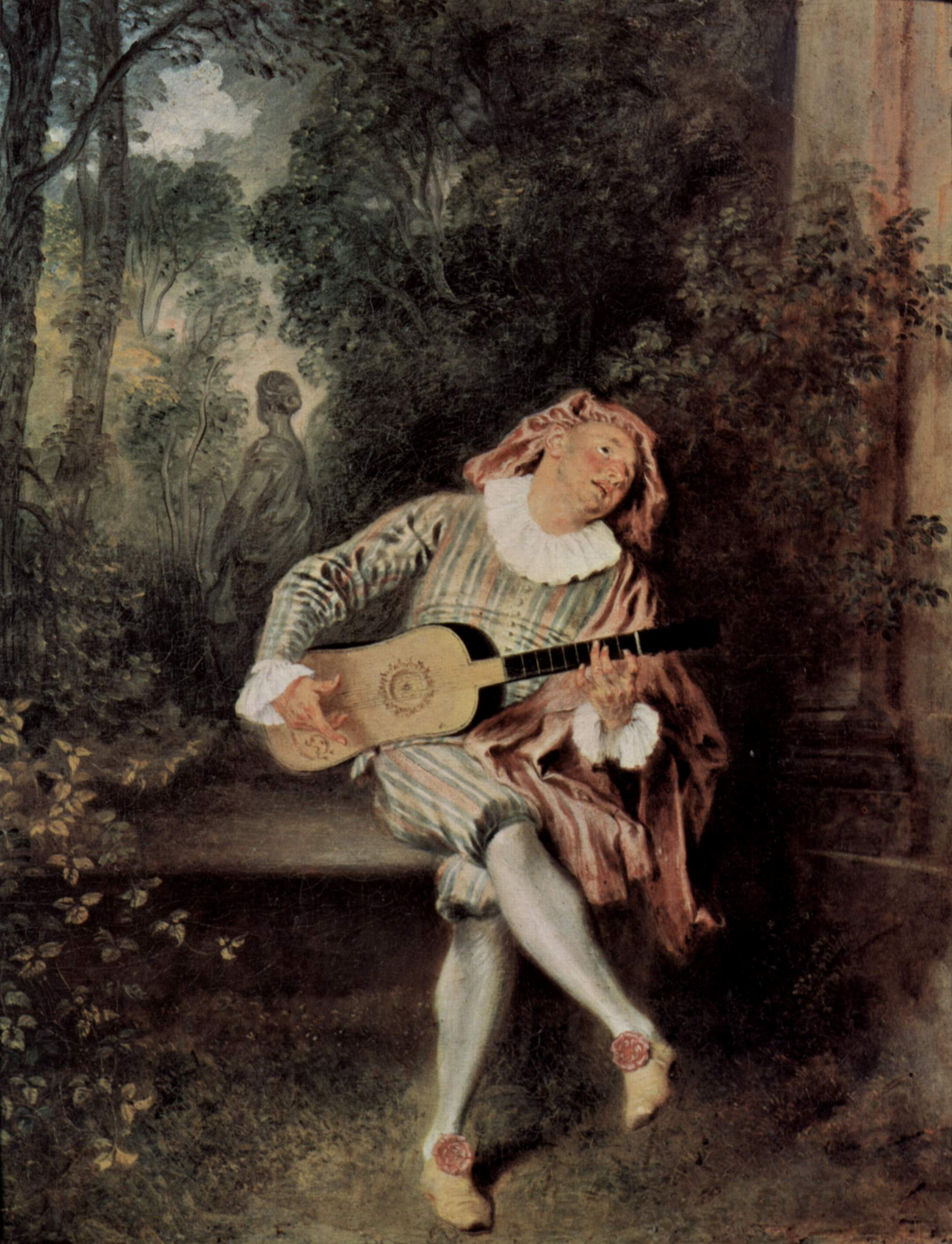
Ватто. «Лютнист»
Ван Дейк. «Портрет Сюзанны Фоурмен с дочерью»
Ван Дейк. «Портрет Филиппа, лорда Уортона»

Май 1930 года:
- Ланкре, «Купальщицы» (куплена Гюльбенкяном, перепродана Джорджу Вилденстайну; ныне в частном собрании)
- Рембрандт, «Афина Паллада» (ныне авторство Рембрандта ставится под сомнение; находится в музее Гюльбенкяна, Лиссабон)
- Терборх, «Урок музыки» (сейчас в музее Толидо, США)
- Ж.-А. Гудон, «Диана» (статуя) — 20 тыс. фунтов (сейчас в музее Гюльбенкяна, Лиссабон)
- Рубенс, «Портрет Елены Фоурмен» — 55 тыс. фунтов (сейчас в музее Гюльбенкяна, Лиссабон)
- 15 изделий из серебра — 100 тыс. фунтов (всё куплено Гюльбенкяном)

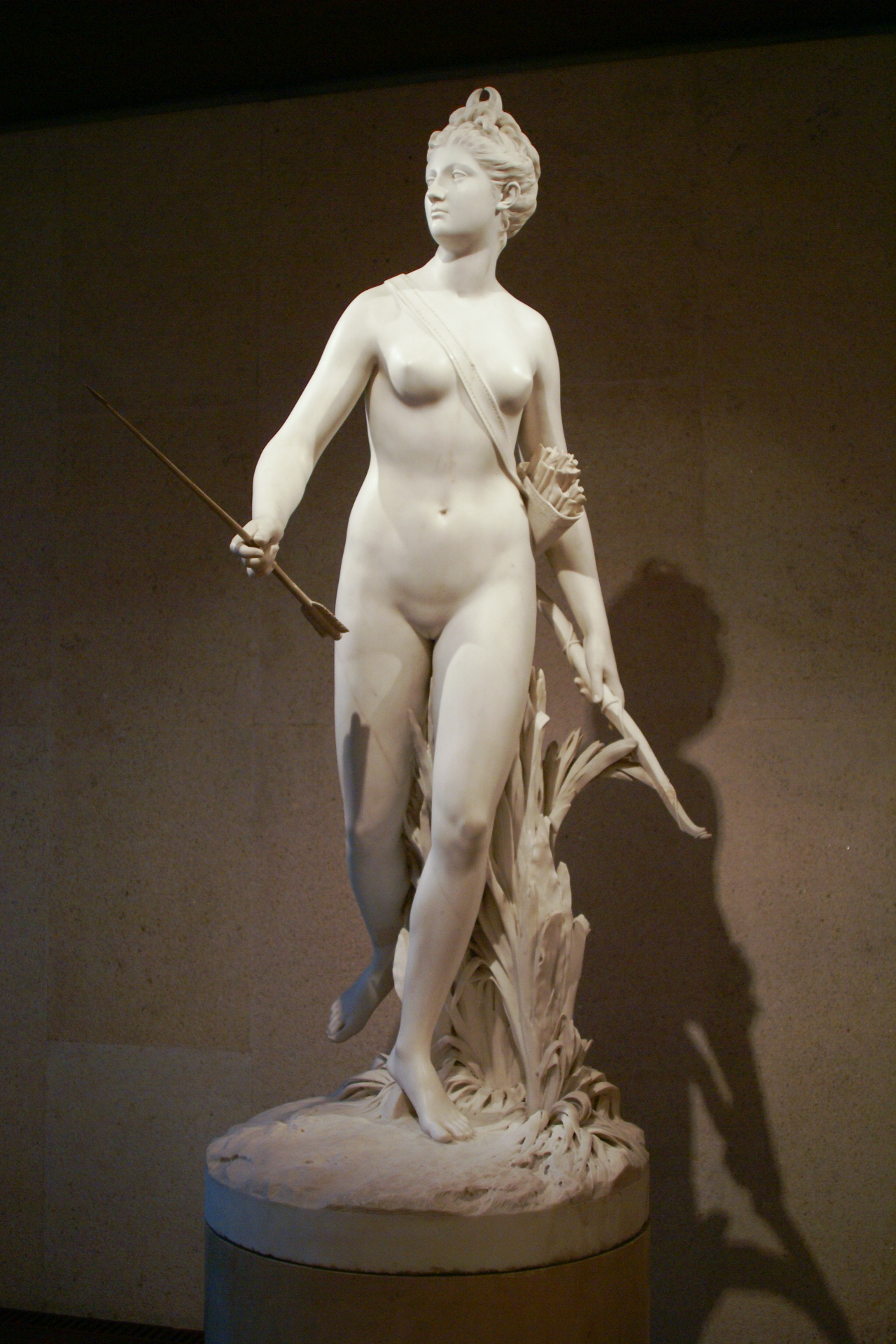
Гудон. «Диана»
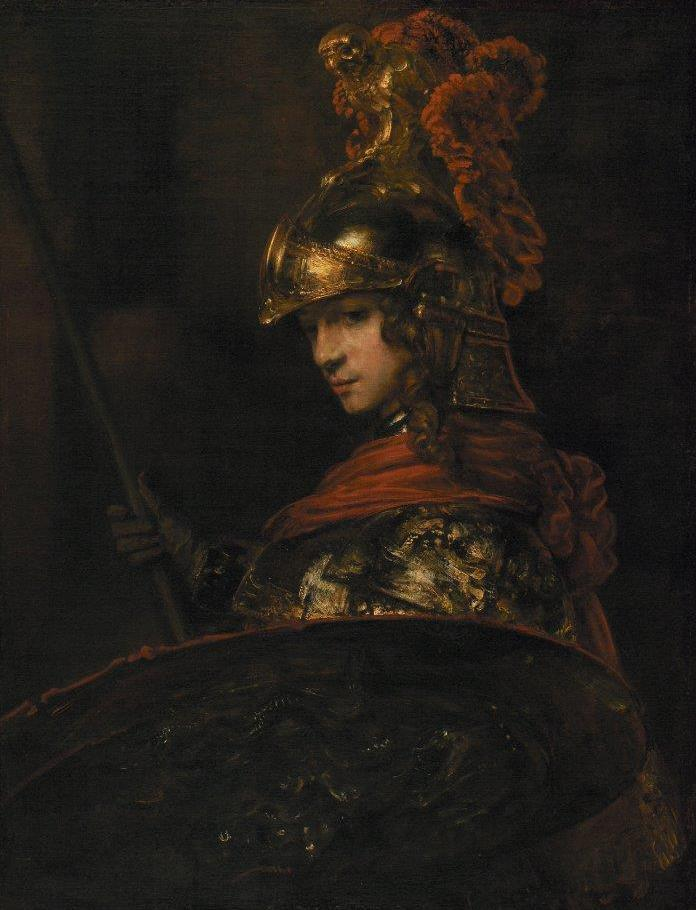
Рембрандт (?). «Афина Паллада»
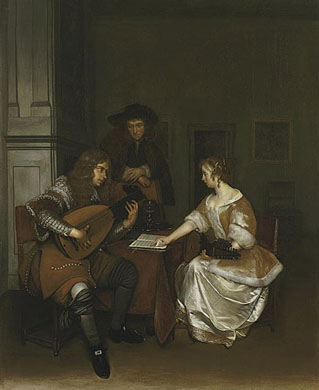
Терборх. «Урок музыки»
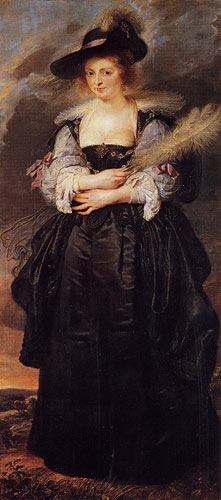
Рубенс. «Портрет Елены Фоурмен»

Июнь — июль 1930 года:
- Ян Ван Эйк, «Благовещение» (продано Меллону за 502 899 долл. США; сейчас в Национальной галерее искусства, Вашингтон)
- Ван Дейк, «Портрет Изабеллы Брандт» (продан Меллону за 223 000 долл. США; сейчас в Национальной галерее искусства, Вашингтон)

Ван Эйк. «Благовещение»
Ван Дейк. «Портрет Изабеллы Брандт»

Октябрь — ноябрь 1930 года
- Рембрандт, «Портрет старика» (продан Гюльбенкяну за 30 000 фунтов — последняя его покупка; сейчас в музее Гюльбенкяна, Лиссабон)
- А. Ханнеман, «Портрет Генри, герцога Глостерского» (куплен Меллоном как работа Ван Дейка; сейчас в Национальной галерее искусства, Вашингтон)
- Веронезе, «Обнаружение Моисея» (куплен Меллоном; сейчас в Национальной галерее искусства, Вашингтон)

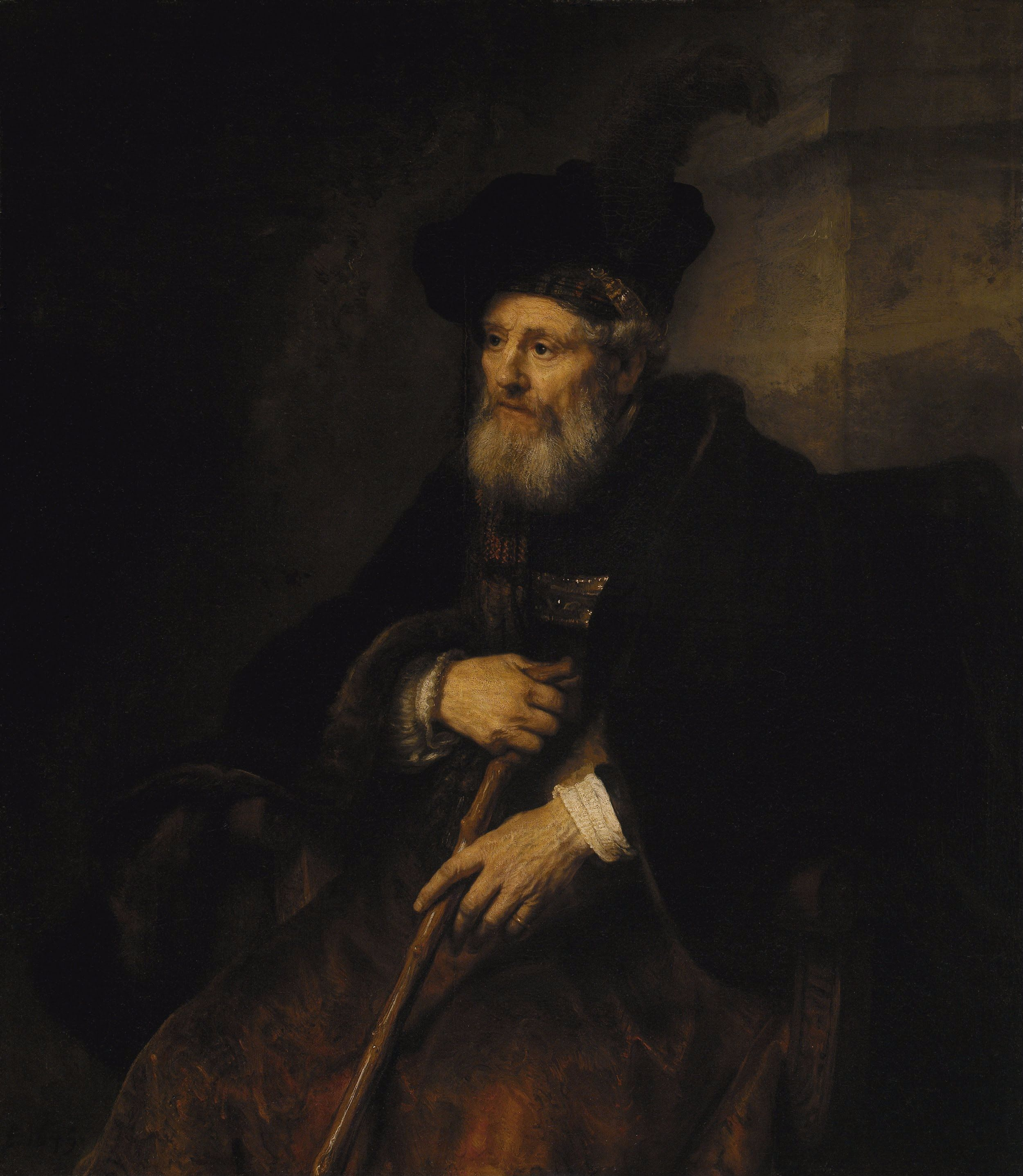
Рембрандт. «Портрет старика»
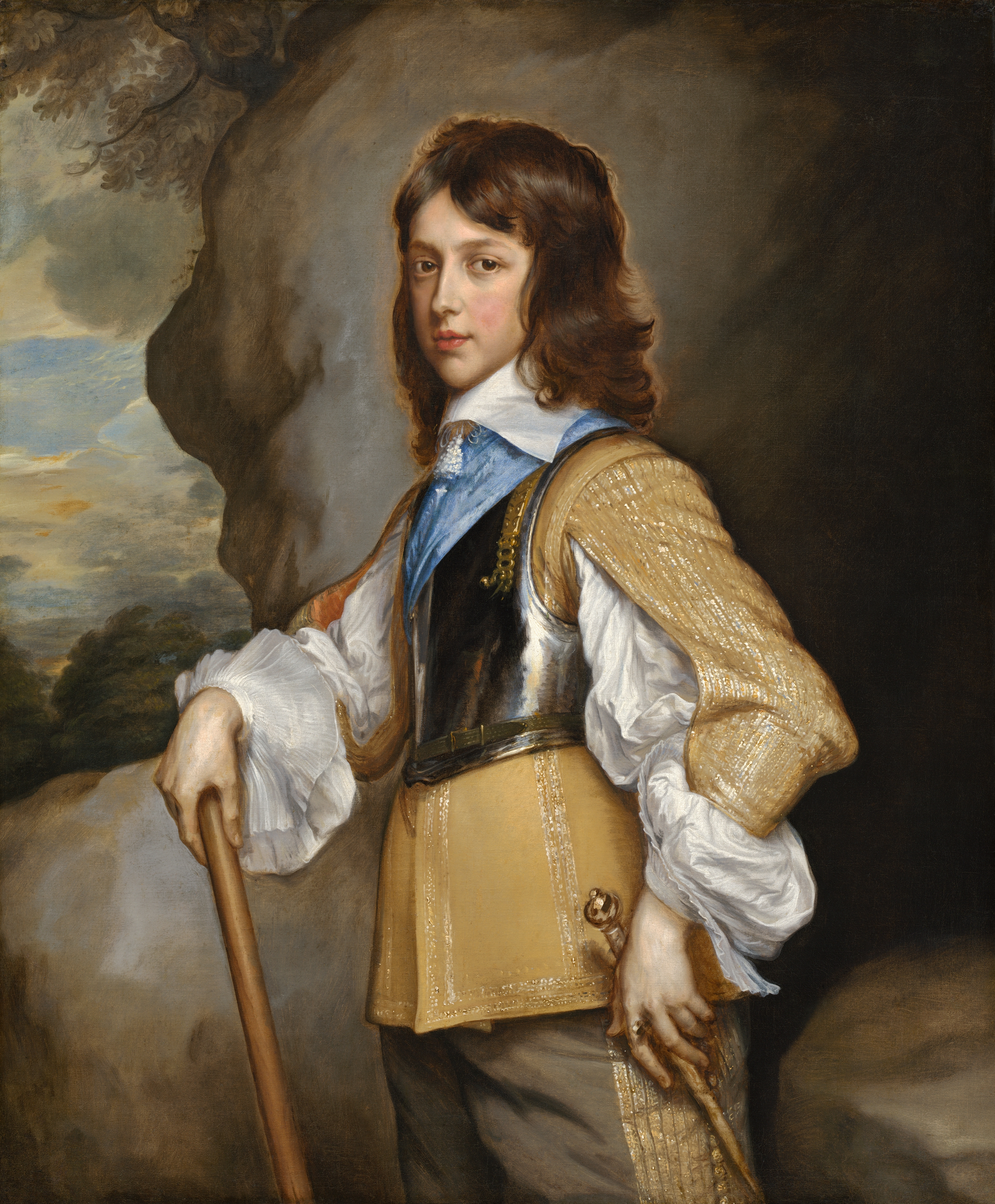
Ханнеман. «Портрет Генри, герцога Глостерского»
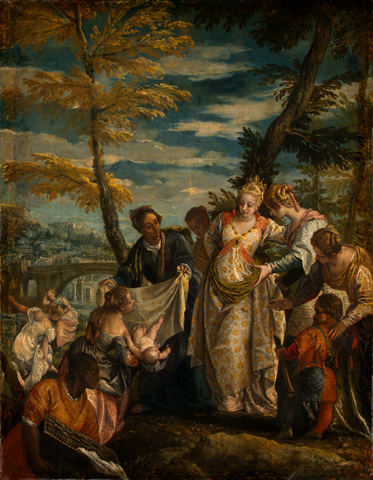
Веронезе. «Обнаружение Моисея»

- Из дублетного фонда отдела нумизматики Эрмитажа выделено 347 золотых и 17 платиновых монет, кираса и шлем, полный комплект рыцарских доспехов работы немецких оружейников XVI века, полторы сотни гравюр и большая партия не представлявшего ценности для музея фарфора (парадные сервизы «Парижский», «Орловский», «Салтыковский»), картины Ю. Робера, А. Ватто. Ж. Б. Грёза, Л. Лагрене, Ф. Лемуана, Ж. Лоррена, Ф. Ван Мириса, Г. Беркхейде, А. Ван Остаде, Г. Ван Хонхорста, М. Ван Хемскерка, а также иных известных и малоизвестных живописцев XVII—XVIII веков.

Январь 1931 года
- Рембрандт, «Иосиф, обвиняемый женой Потифара» (куплен Меллоном; сейчас атрибутируется как работа мастерской, находится в Национальной галерее искусства, Вашингтон)

Рембрандт (мастерская) «Иосиф, обвиняемый женой Потифара»

Февраль 1931
- Халс, «Портрет молодого человека»
- Рембрандт, «Девочка с метёлкой» (сейчас атрибутируется как работа мастерской, предположительно Карела Фабрициуса)[18]
- Рембрандт, «Портрет польского дворянина»
- Рафаэль, «Святой Георгий и дракон»
- Веласкес, «Портрет папы Иннокентия X» (сейчас атрибутируется как работа неизвестного художника круга Веласкеса)
- Боттичелли, «Поклонение Волхвов» — 838 тыс. долл. США
- Халс, «Портрет чиновника (офицера)»
- Рембрандт, «Женщина с гвоздикой» (сейчас атрибутируется как работа мастерской)
- Шарден, «Карточный домик» (все куплены Меллоном, сейчас находятся в Национальной галерее искусства, Вашингтон)

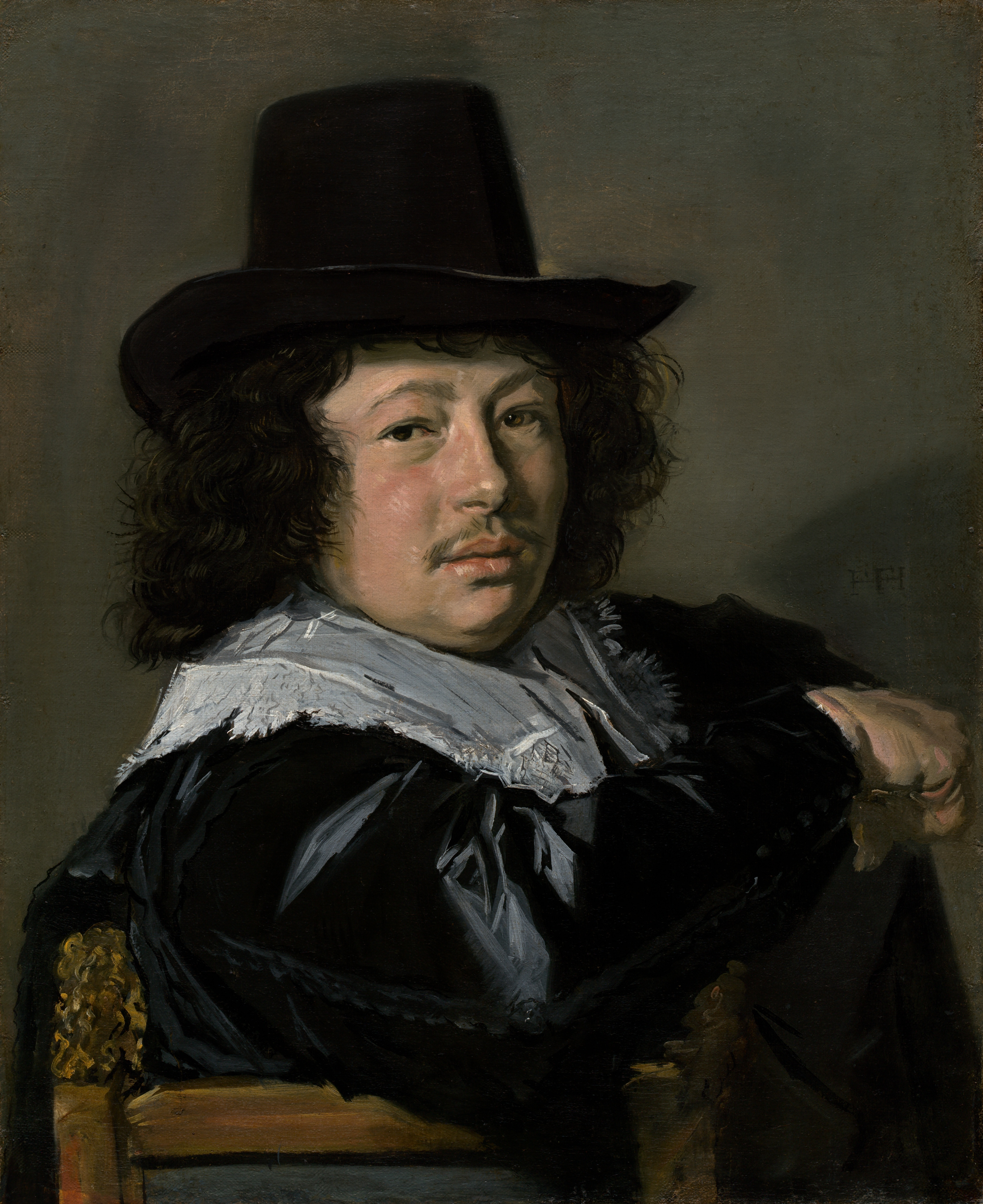
Халс. «Портрет молодого человека»
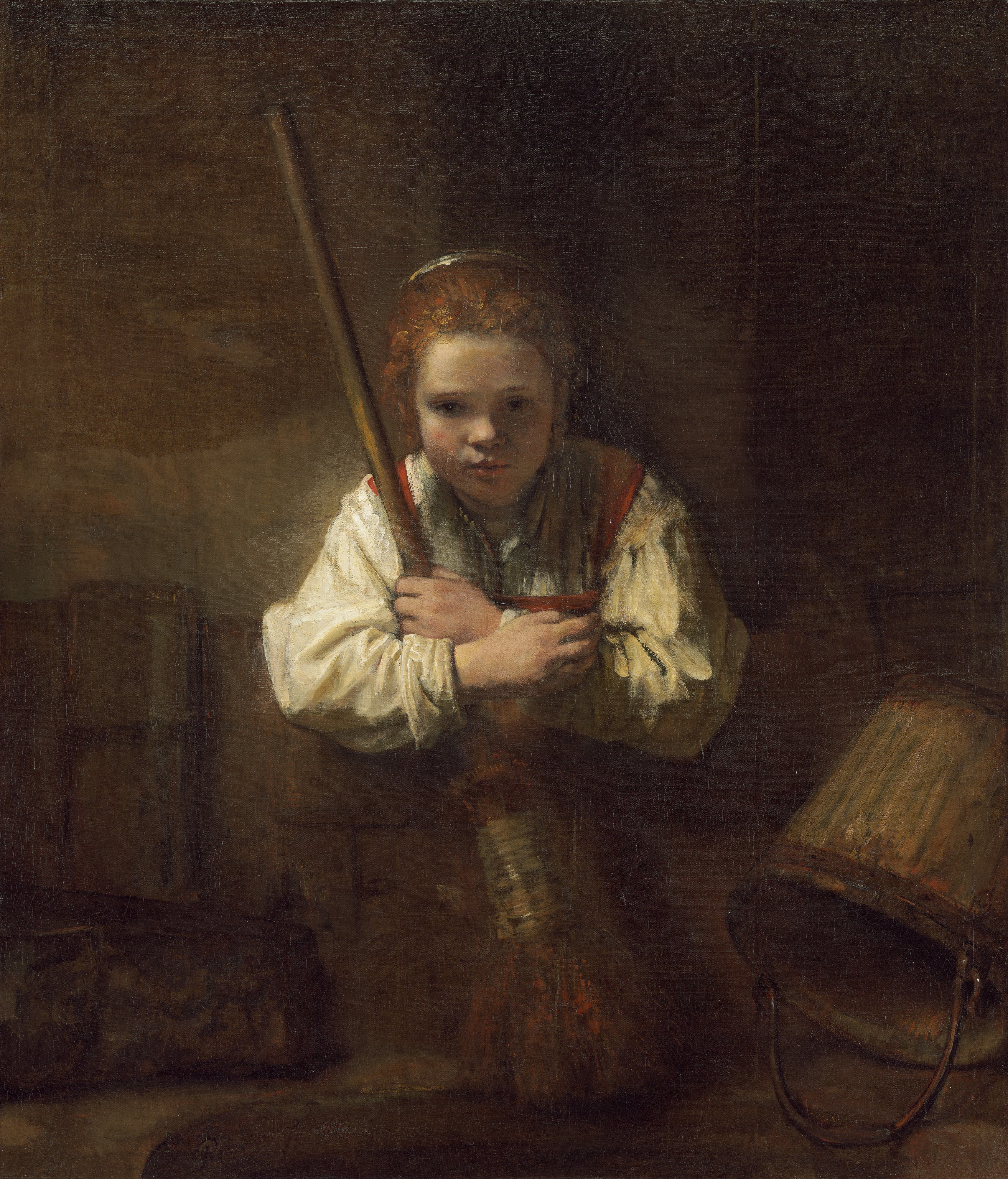
Рембрандт (мастерская). «Девочка с метёлкой»
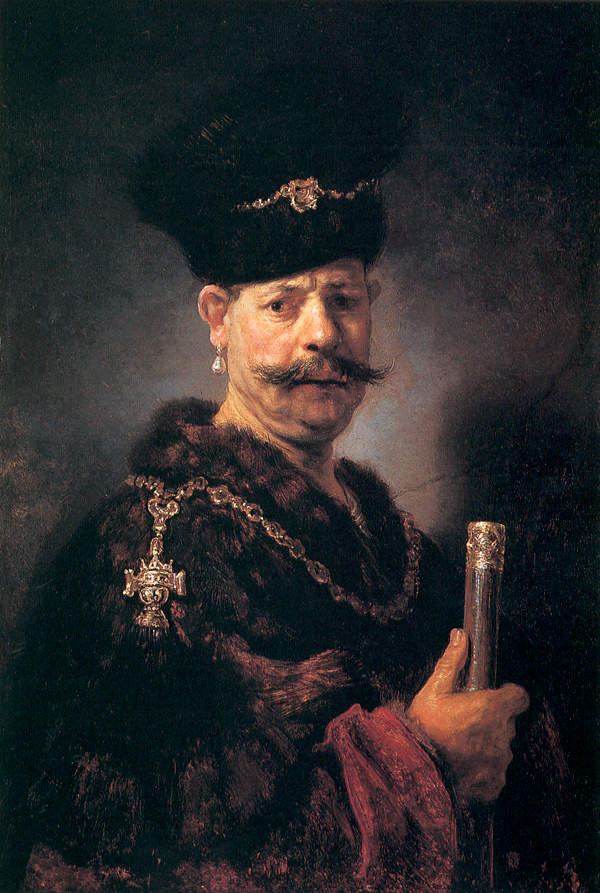
Рембрандт. «Портрет польского дворянина»
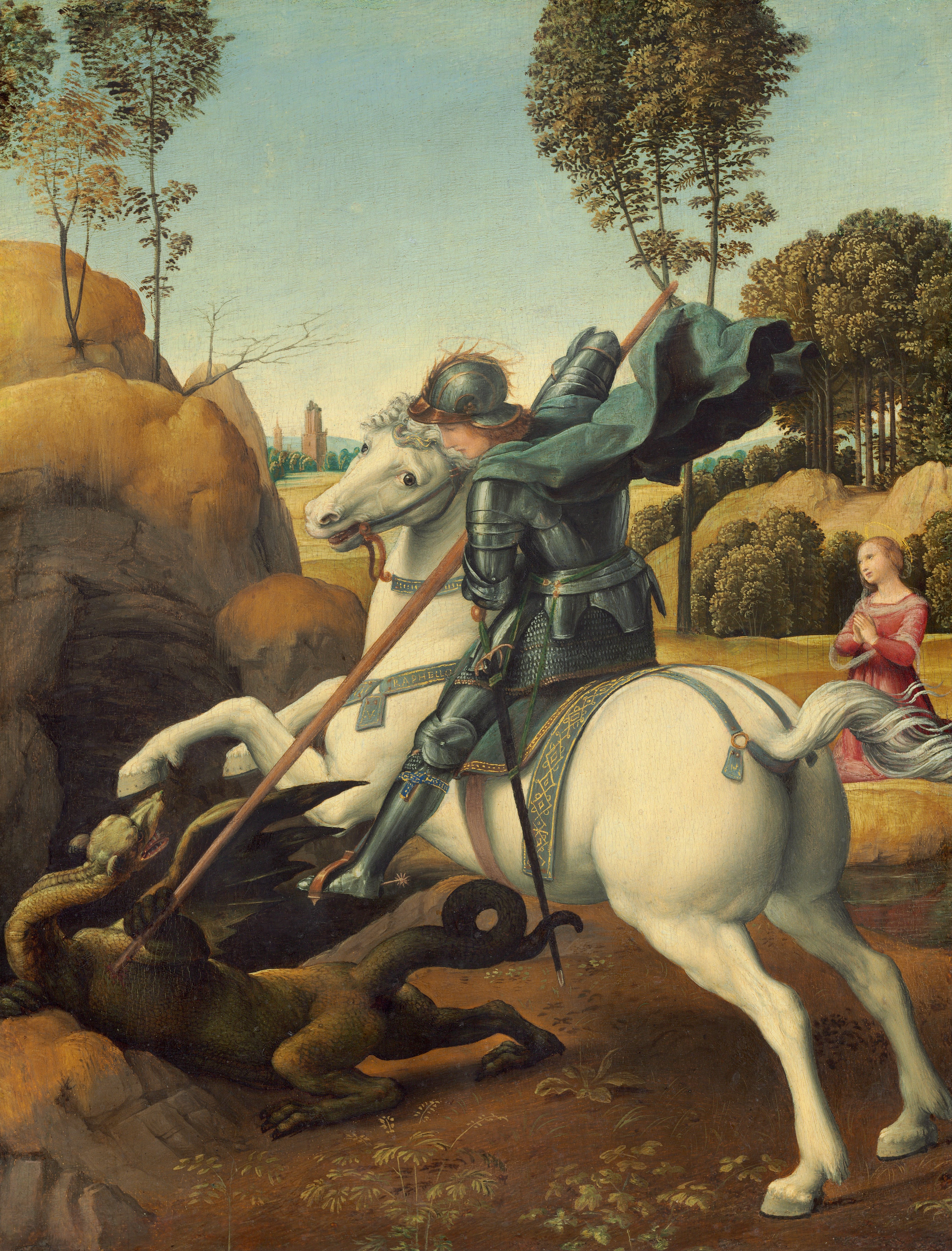
Рафаэль. «Святой Георгий и дракон»
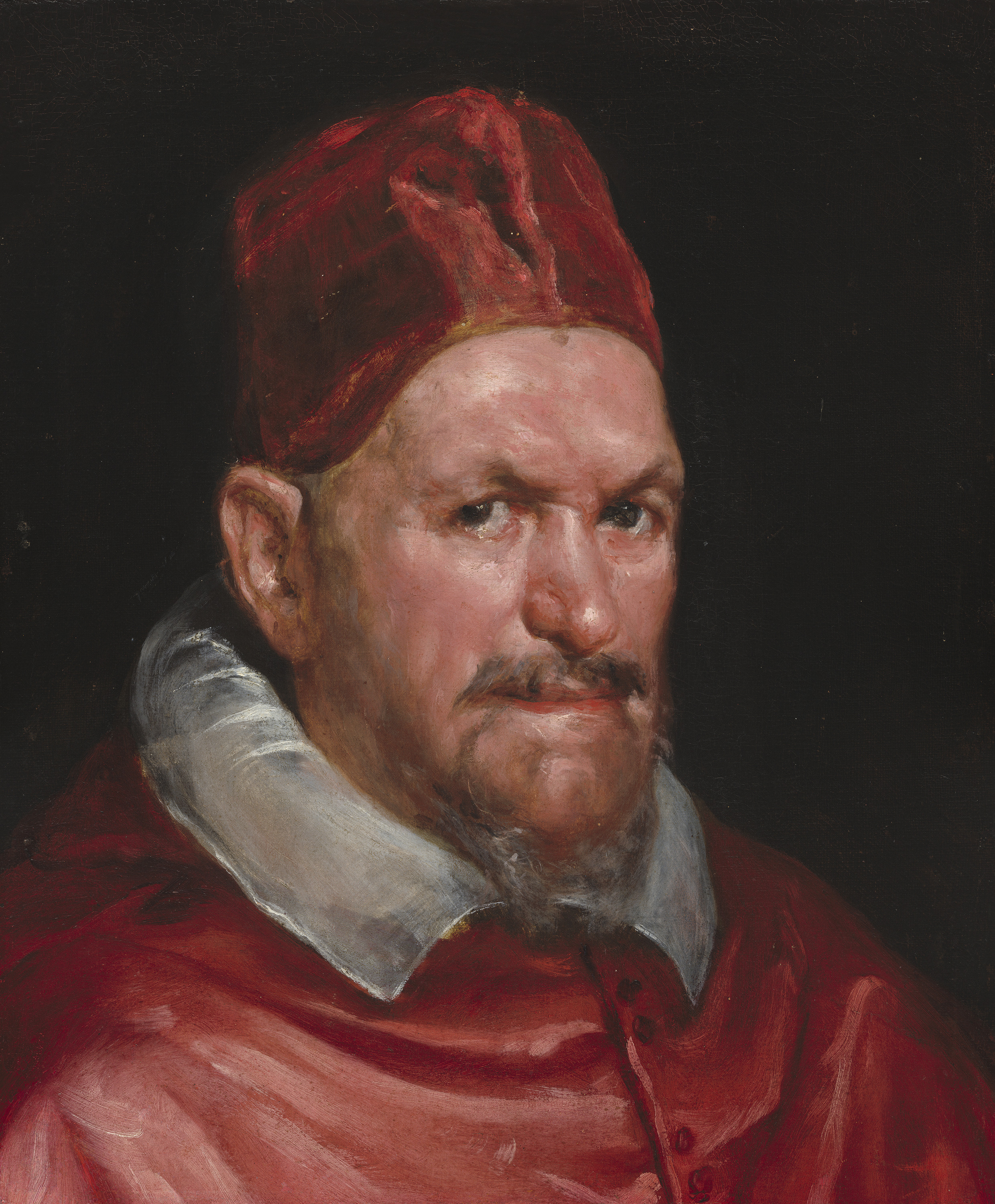
Веласкес (круг). «Портрет папы Иннокентия X»
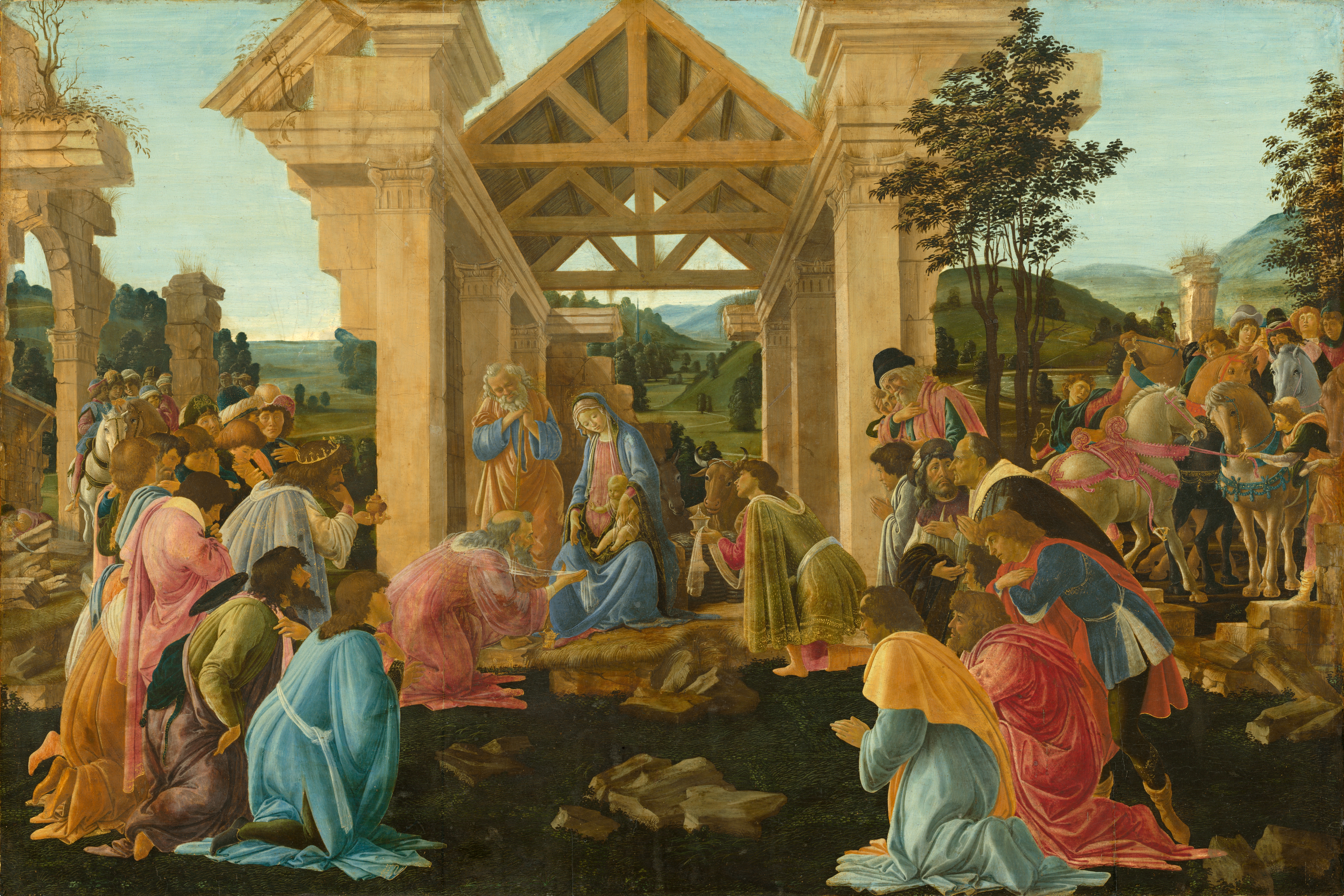
Боттичелли. «Поклонение Волхвов»
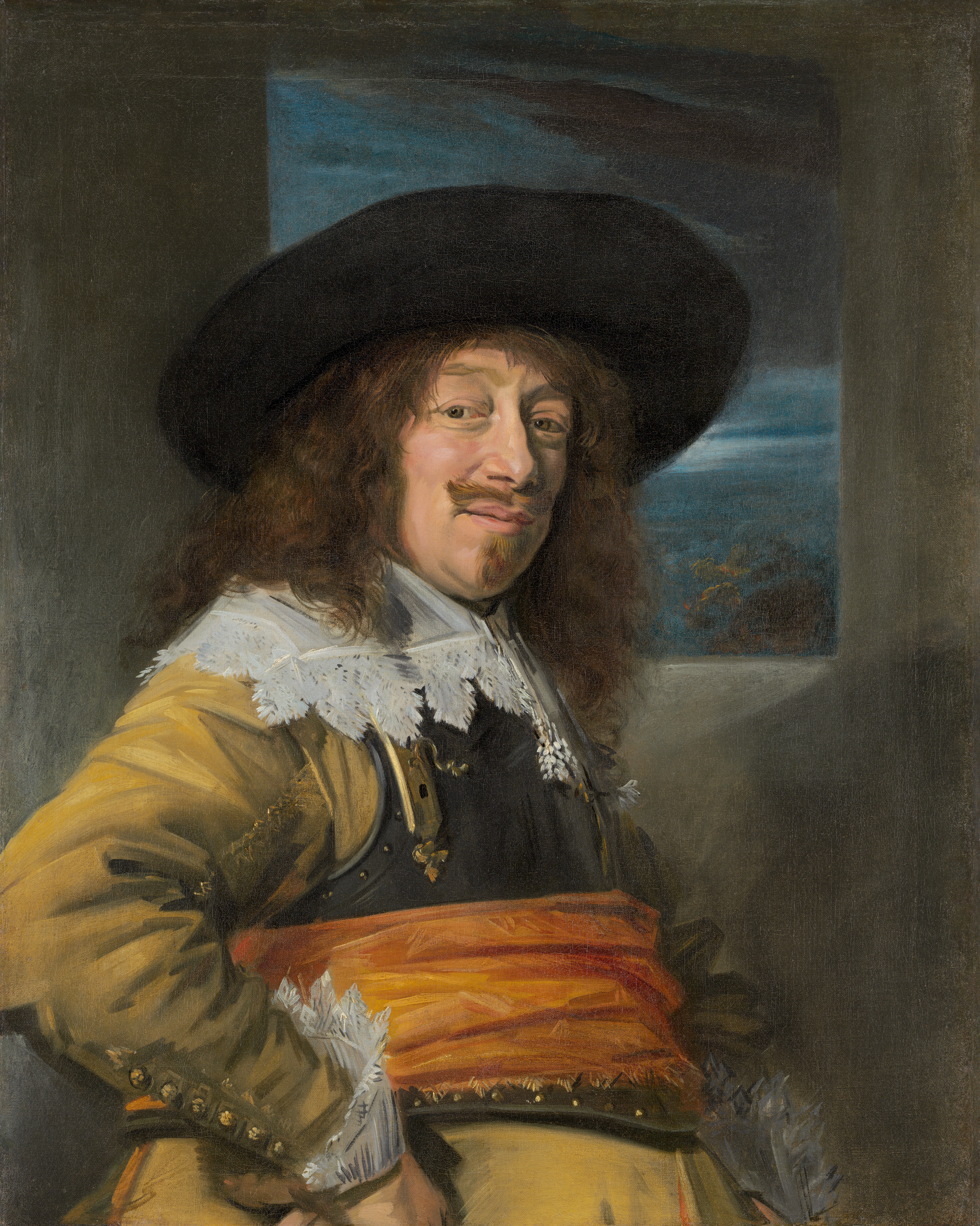
Халс. «Портрет чиновника (офицера)»
Рембрандт (мастерская). «Женщина с гвоздикой»
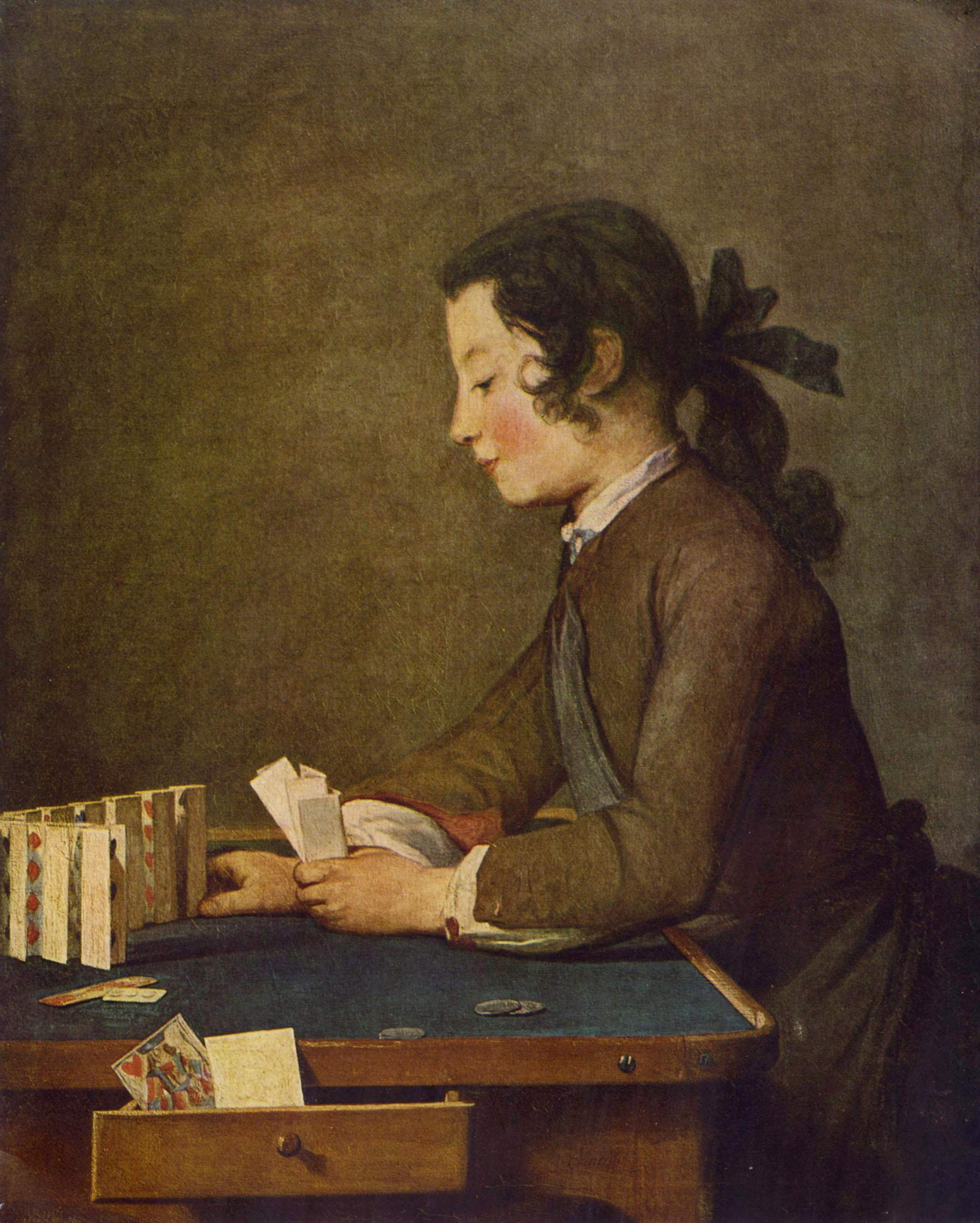
Шарден. «Карточный домик»

Апрель 1931:
- Рембрандт, «Портрет турка» (сейчас атрибутируется как работа мастерской)
- Ван Дейк, «Портрет фламандской дамы»
- Перуджино, «Распятие со Св. Марией, Иоанном, Иеронимом и Магдалиной»
- Рафаэль, «Мадонна Альба» (1 166 400 долл. США)
- Тициан, «Венера перед зеркалом» (все куплены Меллоном, сейчас находятся в Национальной галерее искусства, Вашингтон)

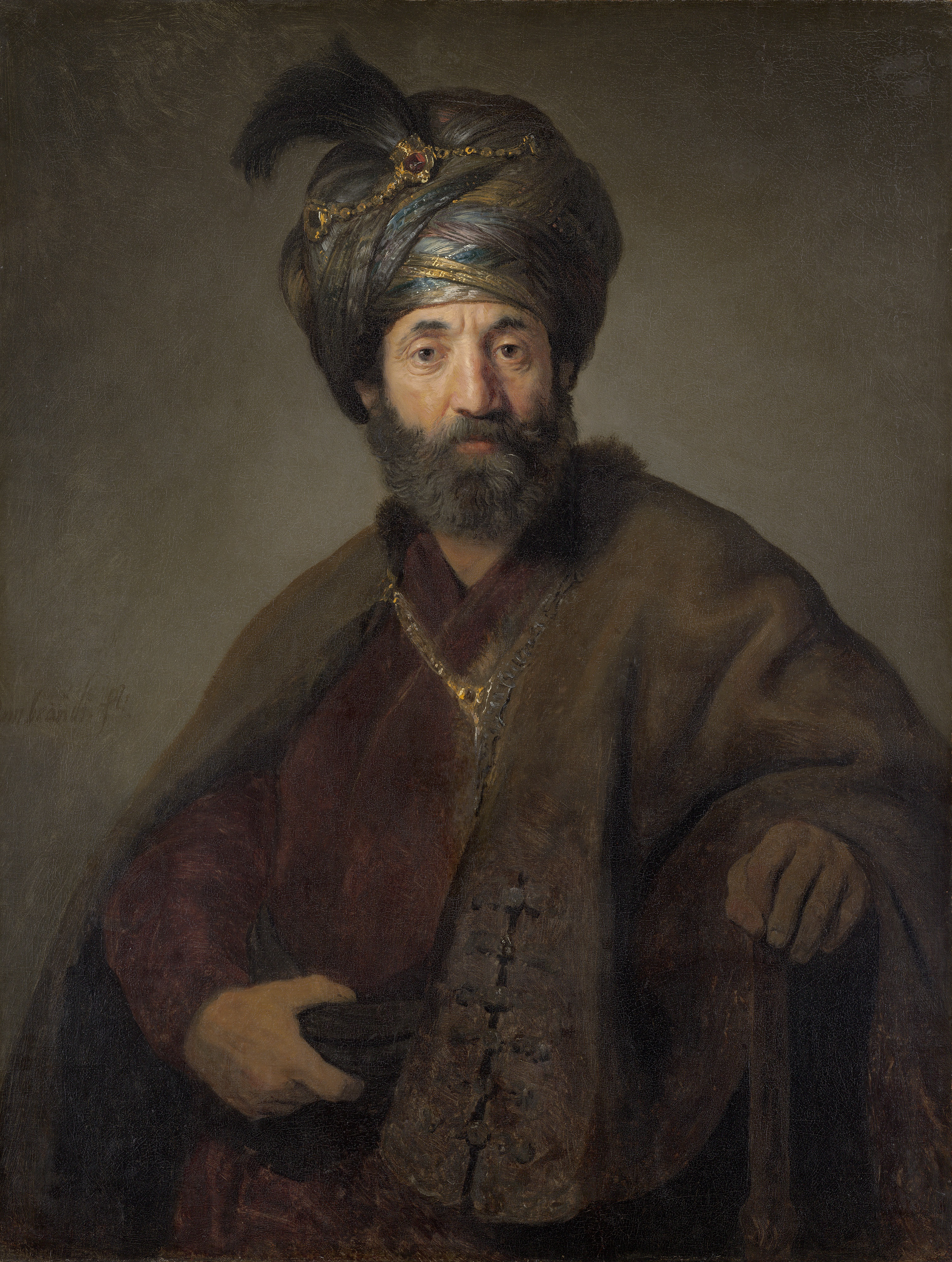
Рембрандт (?). «Портрет турка»
Ван Дейк. «Портрет фламандской дамы»
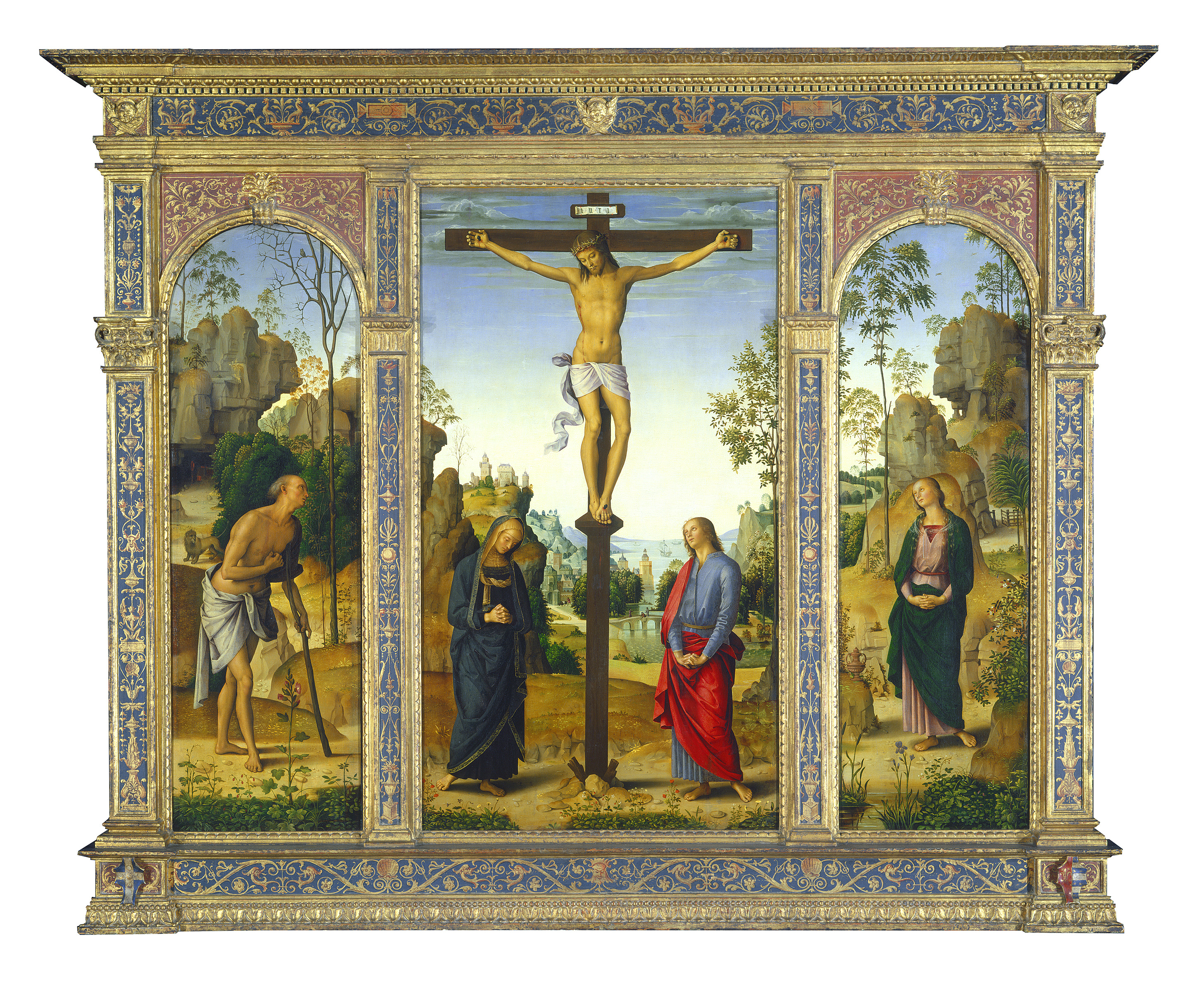
Перуджино. «Распятие со Св. Марией, Иоанном, Иеронимом и Магдалиной»
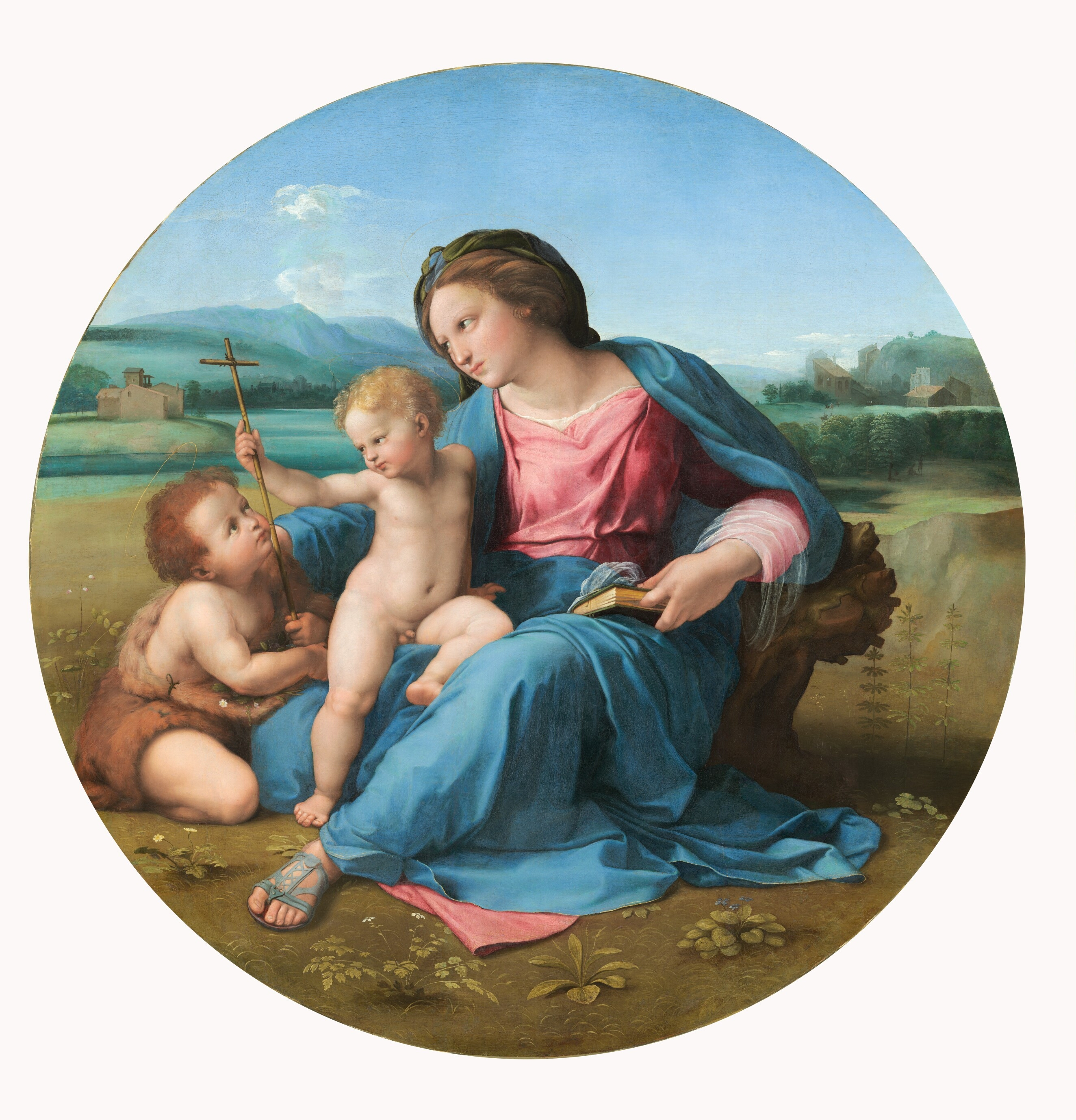
Рафаэль. «Мадонна Альба»
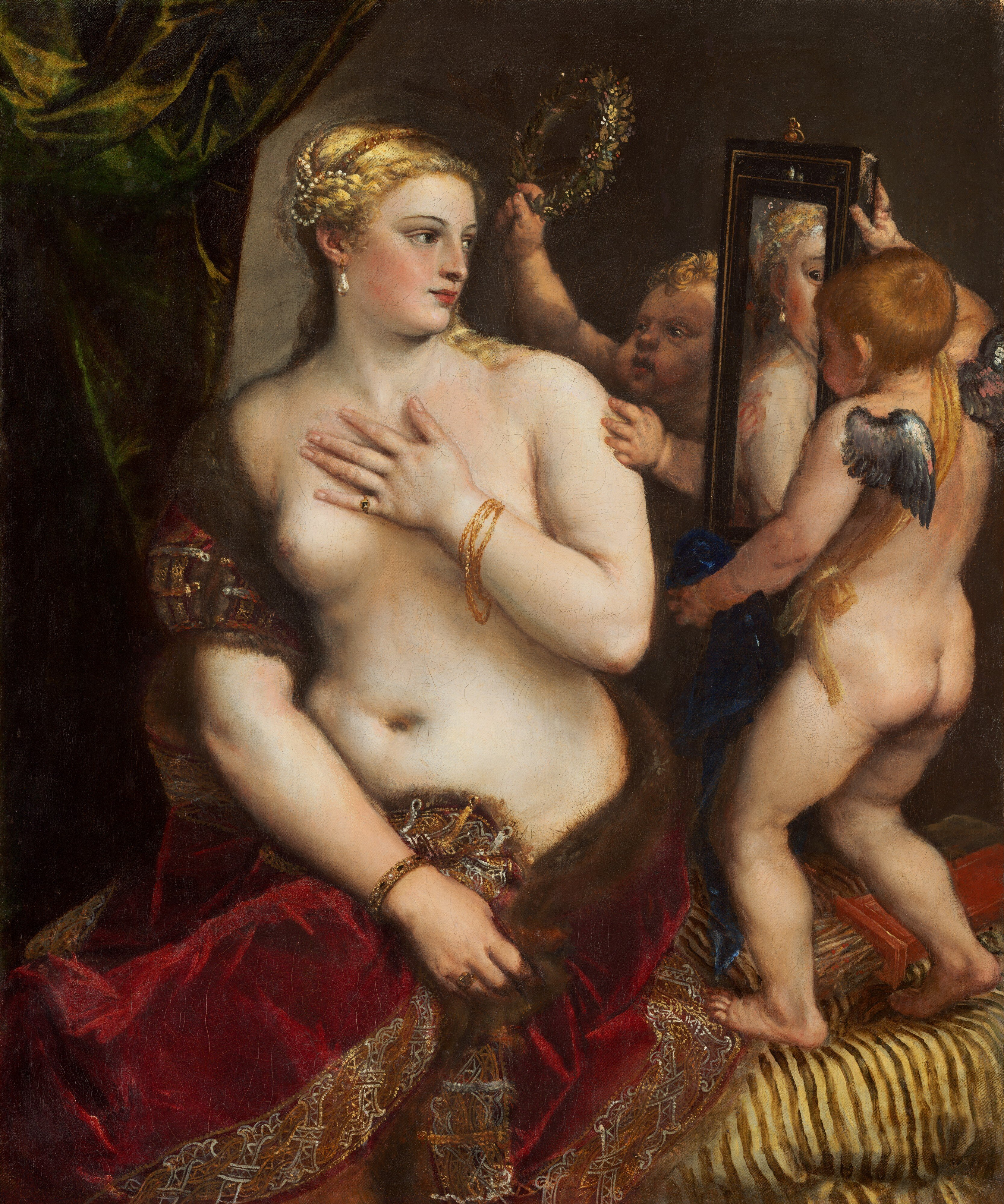
Тициан. «Венера перед зеркалом»

Май 1931 года:
- последний аукцион Лепке, оказавшийся провальным. «Святое семейство» Андреа дель Сарто, «Портрет Триеста» Антониса Ван Дейка, «Портрет Воронцовой с дочерью» Джорджа Ромни, «Аллегория Вечности» Рубенса проданы всего за 613 326 долл. США. Возвращены в Эрмитаж «Портрет Николаса Рококса» и «Портрет Балтазарины Ван Линник» кисти Ван Дейка, Рембрандт «Христос и самаритянка у колодца», холсты Пуссена, Буше, Лоррена, Виже-Лебрен, Берне, Робера, Грёза, Беллини.

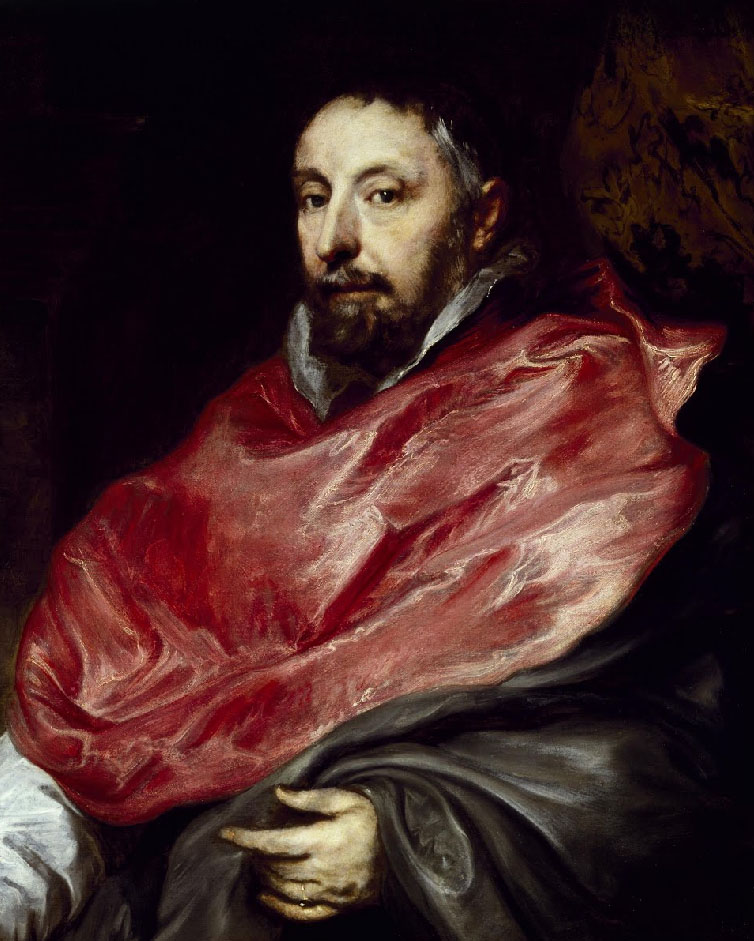
Ван Дейк. «Портрет Триеста»
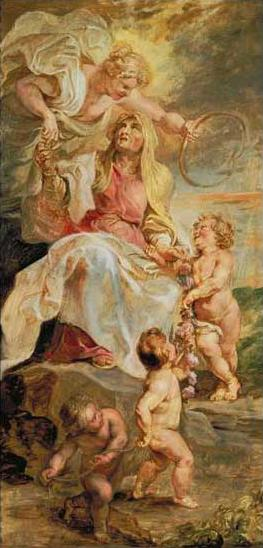
Рубенс. «Аллегория Вечности»

После постановления Политбюро:
- Тьеполо, «Пир Клеопатры» — продан Нёдлером и Кольнаги, теперь в Национальной галерее Виктории в Мельбурне (Австралия)
- Пуссен, «Триумф Амфитриты» — продан Художественному музею Филадельфии (США)
- Ван Эйк, «Распятие» и «Страшный суд» (диптих) — продан нью-йоркскому Метрополитен-музею (больше работ ван Эйка в Эрмитаже не осталось)
- Рембрандт, «Портрет Титуса в костюме монаха» (из национализированной коллекции Строгановского дворца) и «Отречение Петра» — проданы Городскому музею Амстердама (Нидерланды),
- Антонио Моро, парные портреты сэра Томаса Грешема и Энн Фернли, жены сэра Томаса Грешема — аналогично
- Платцер[англ.],«Концерт» — продан Национальному музею в Нюрнберге (Германия)
- Бургкмайр, парные портреты Ханса Шелленбергера и Барбары Шелленбергер — проданы музею Вальрафа-Рихартца в Кёльне (Германия)

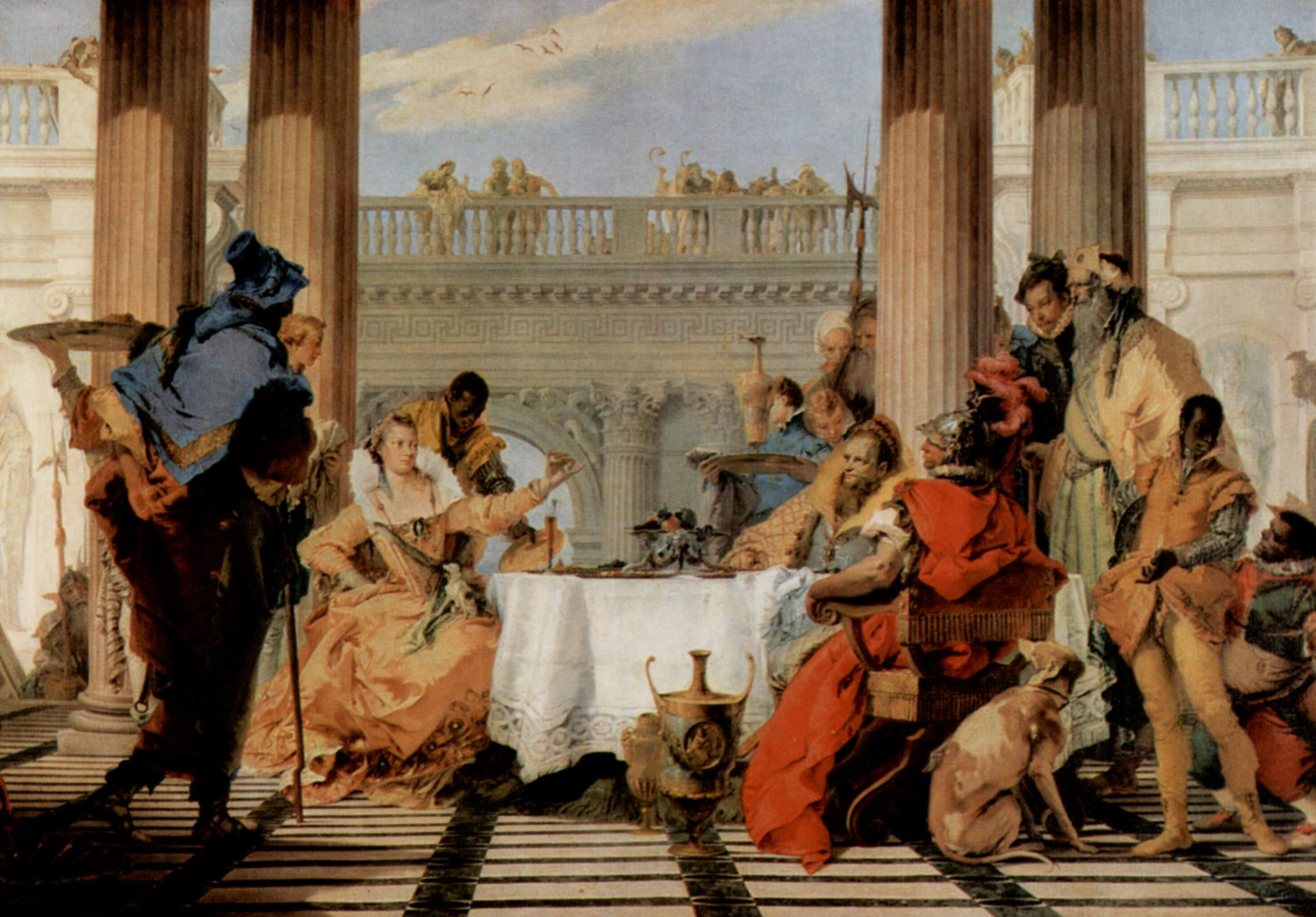
Тьеполо. «Пир Клеопатры»
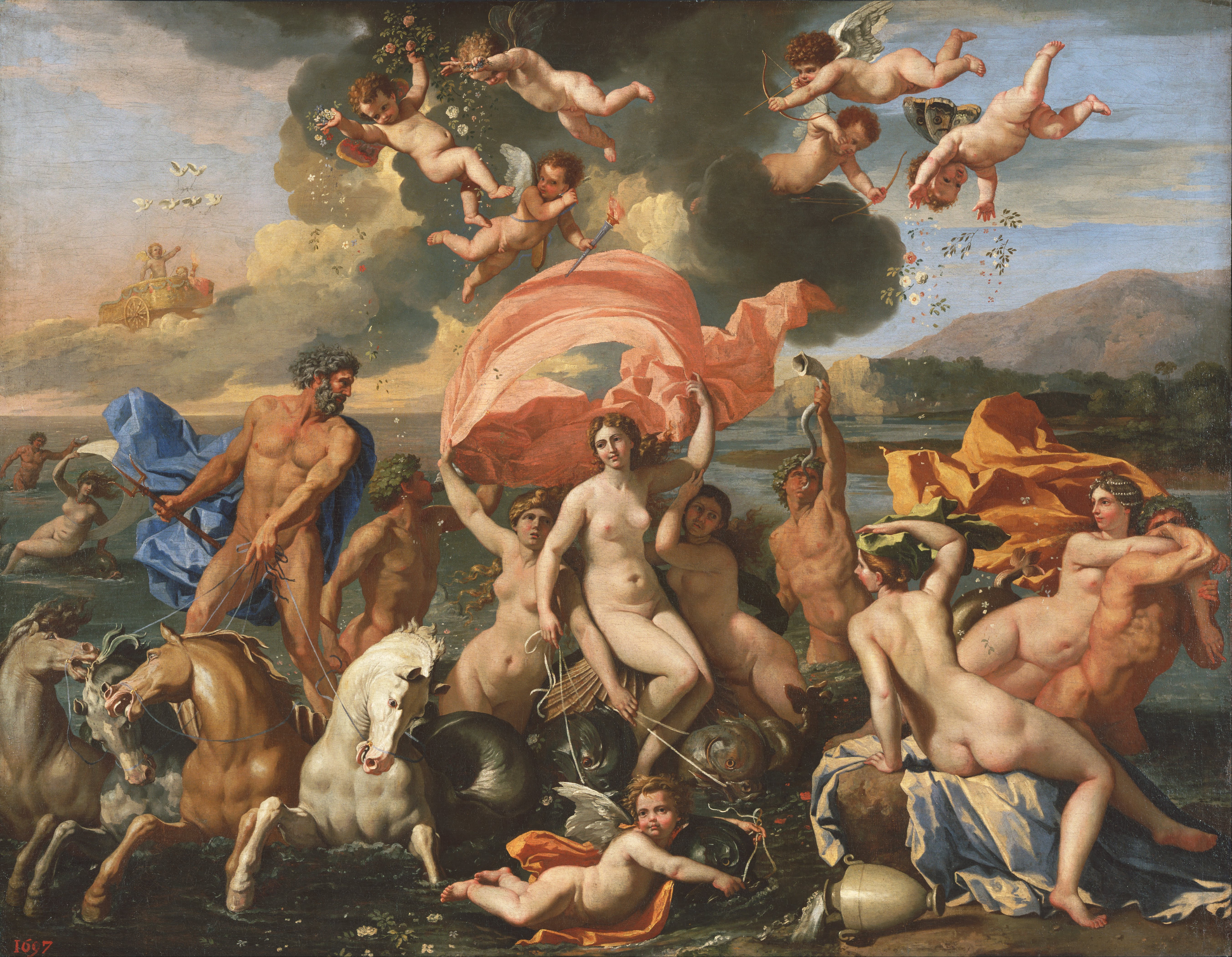
Пуссен. «Триумф Амфитриты»
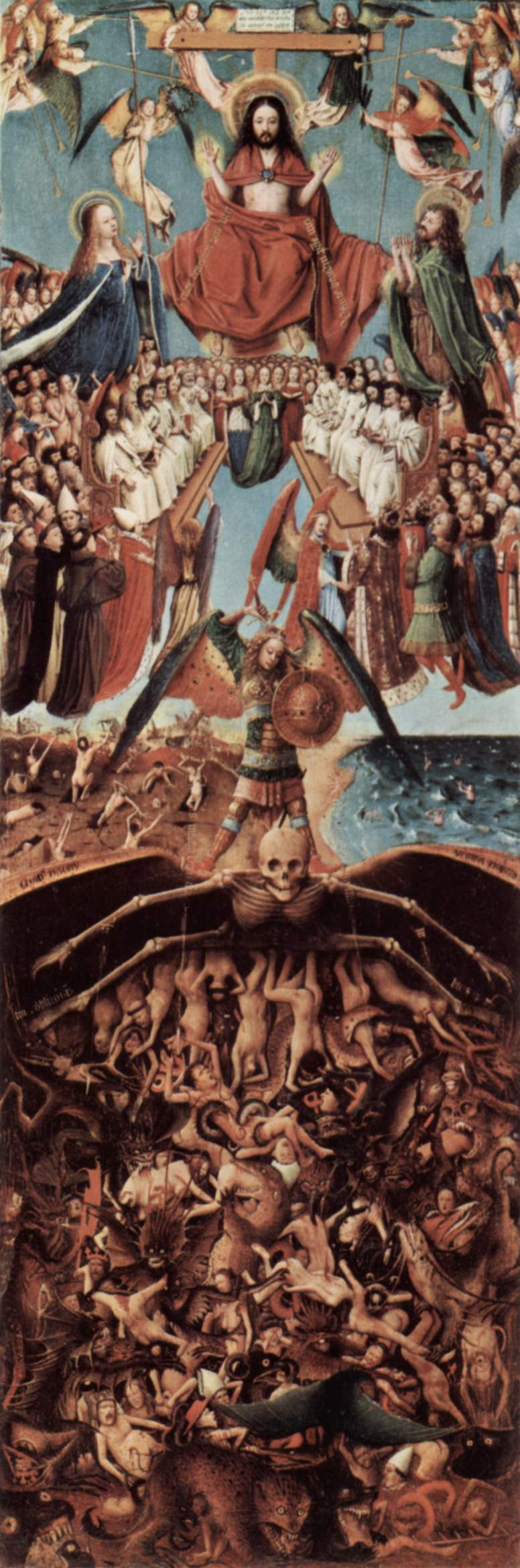
Ван Эйк. «Страшный суд»
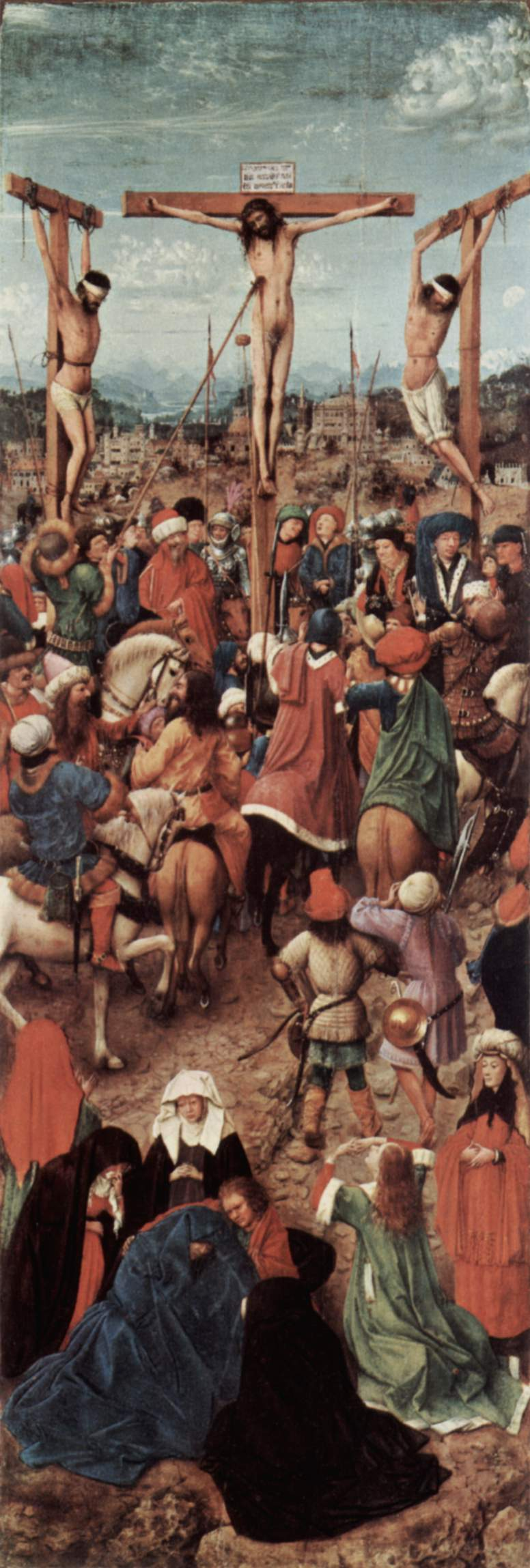
Ван Эйк. «Распятие»
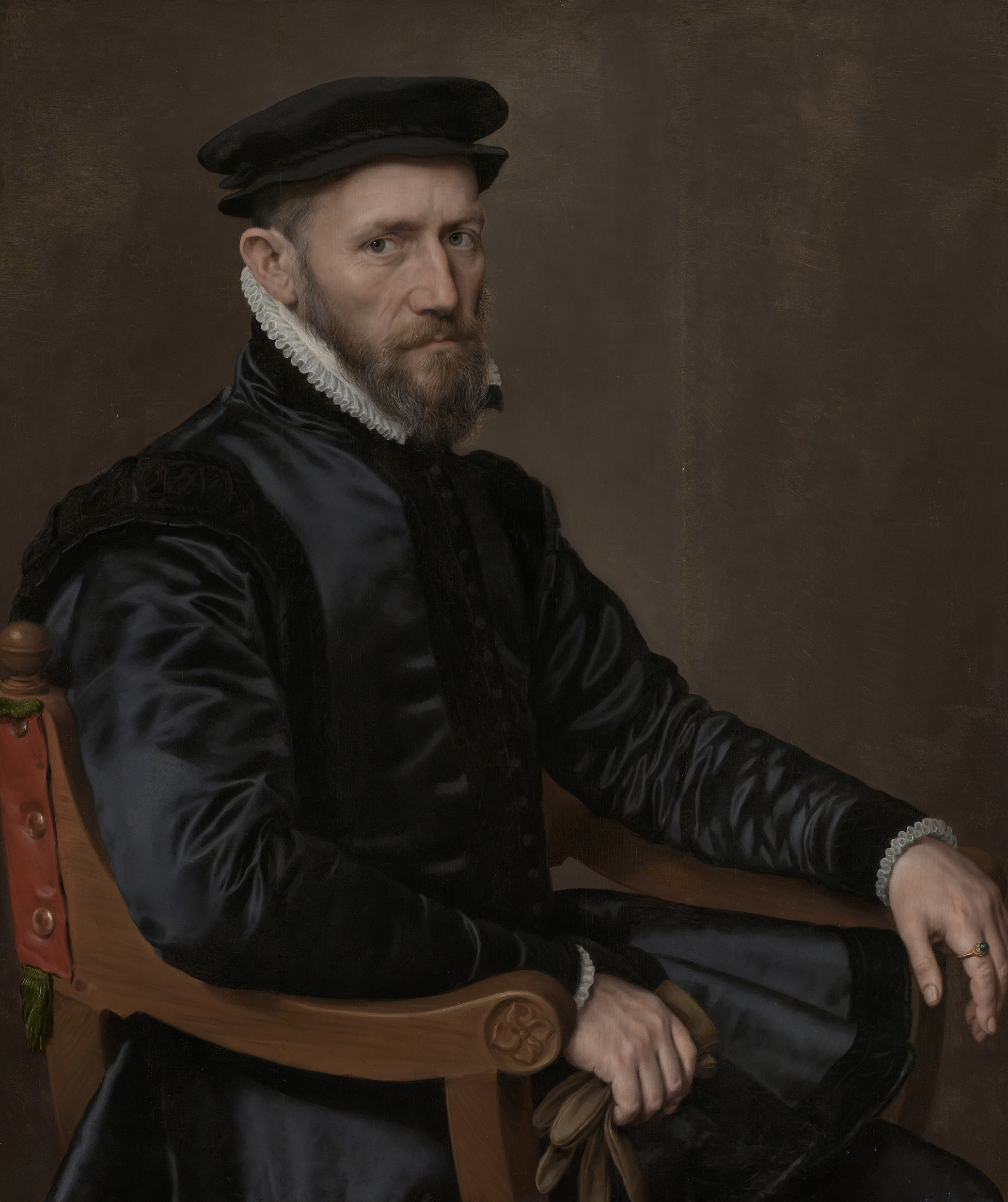
Моро. «Портрет сэра Томаса Грешема»
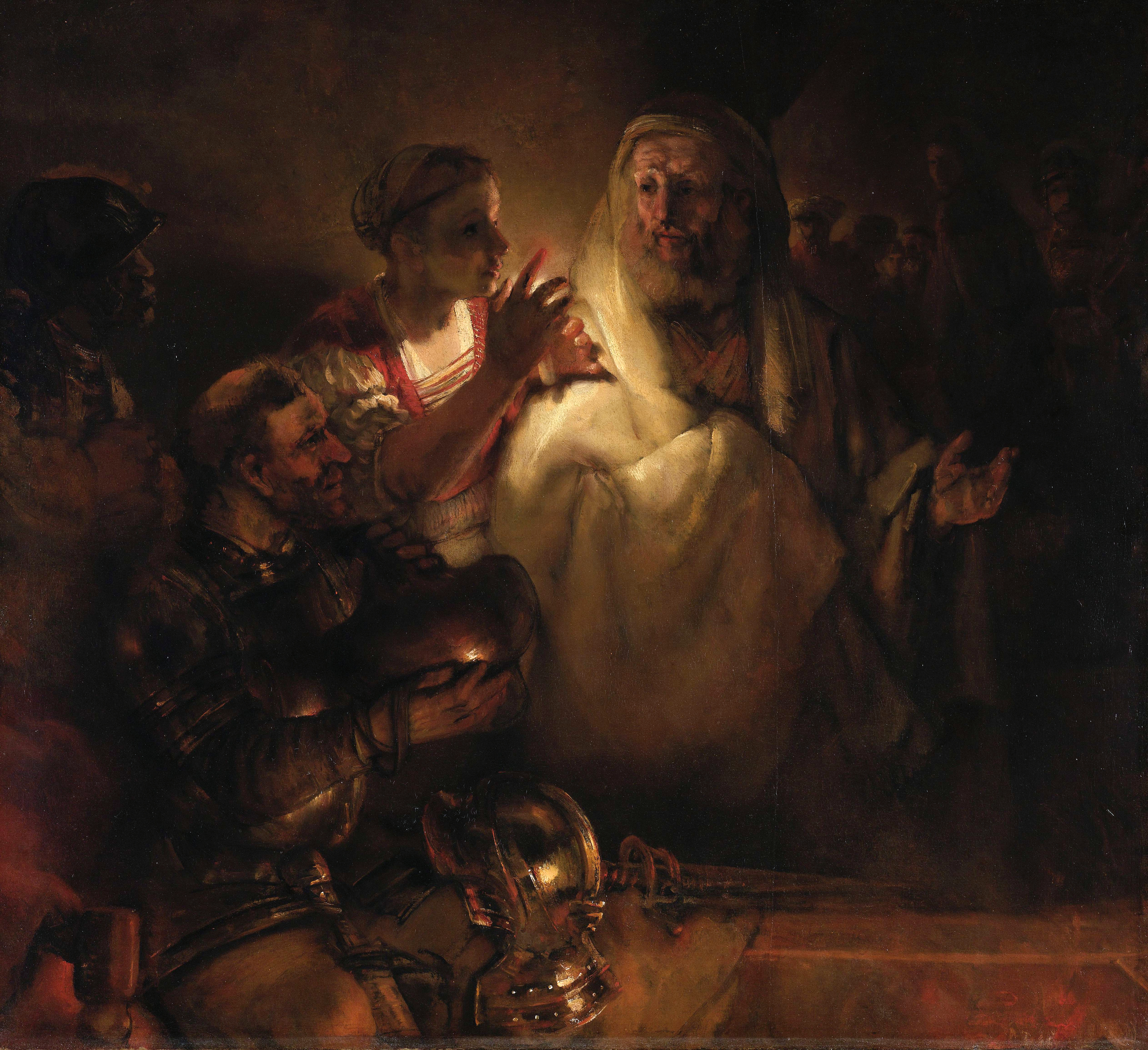
Рембрандт. «Отречение Петра»
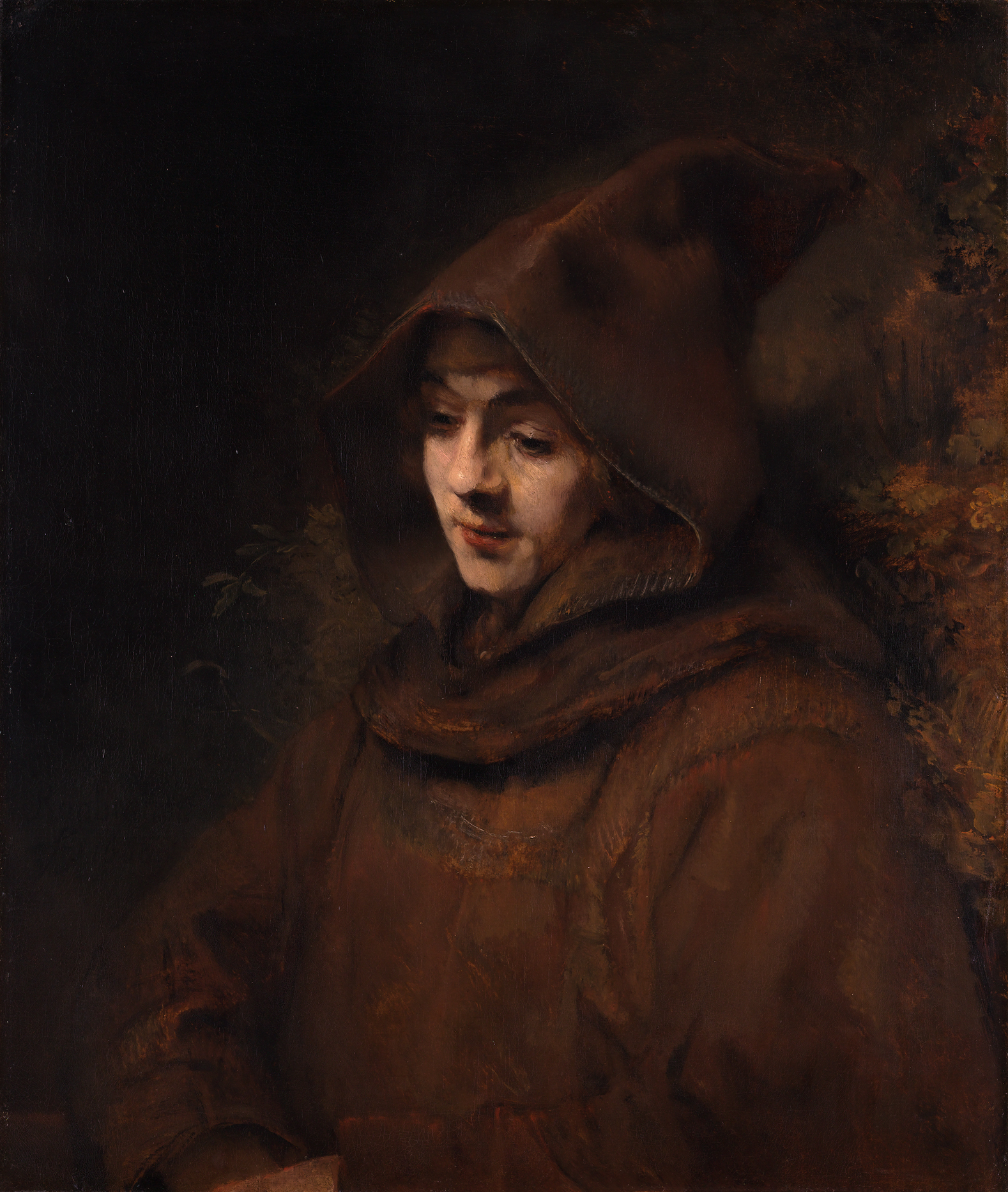
Рембрандт. «Портрет Титуса в костюме монаха»
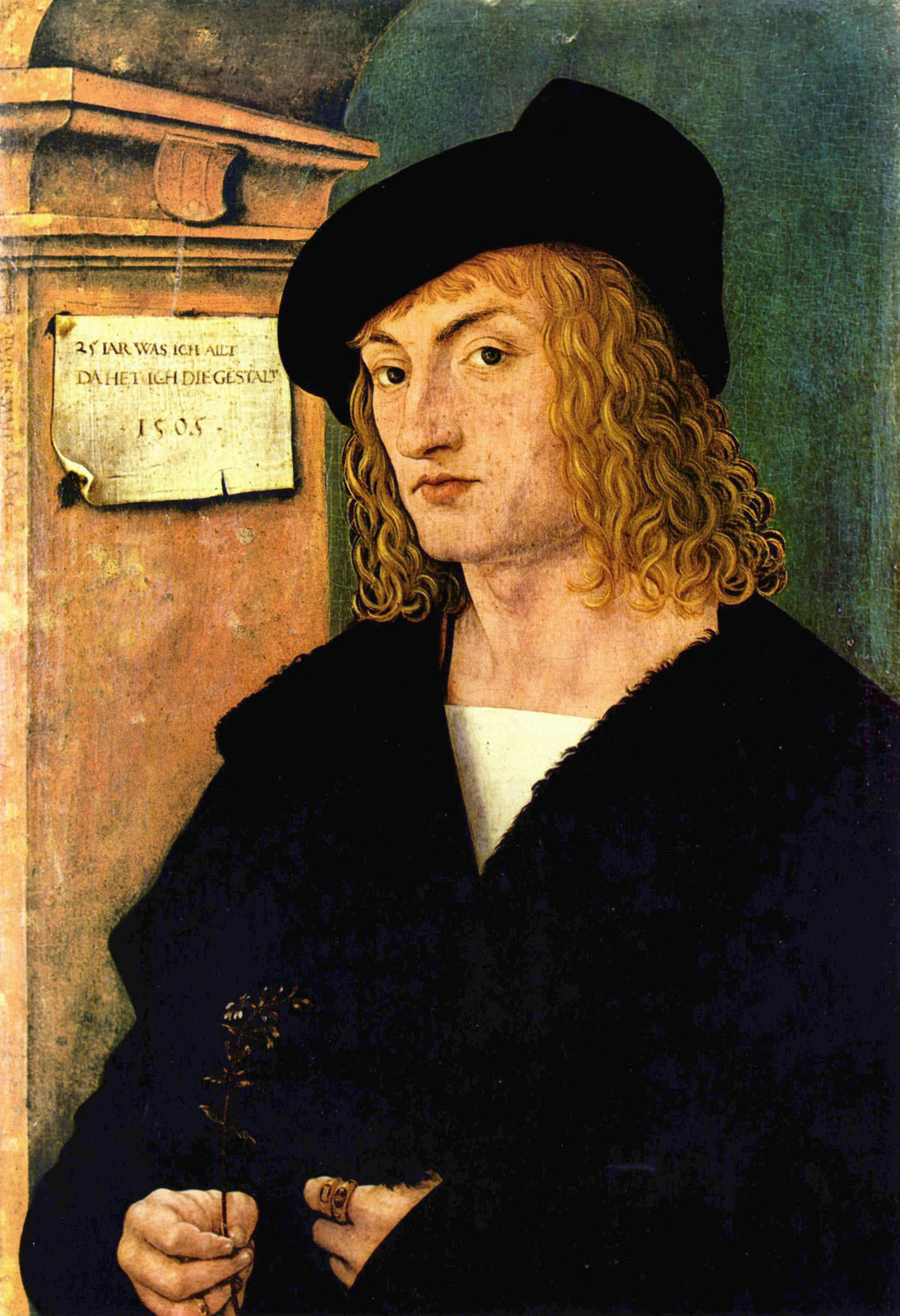
Бургкмайр. «Портрет Ханса Шелленбергера»

Перепродажи работ из коллекции музея в XXI веке.
Периодически произведения из коллекции Эрмитажа появляются на торгах аукционных домов, естественно в большинстве своём это графика, и картины не мастеров первого ряда. Из недавних продаж прежде всего стоит выделить продажу работы Говерта Флинка «Старик у окна» 1646 год. (дерево, масло. 70,5х60 см.) проданной 6 декабря 2012 года, на аукционе Christie’s в Лондоне, за GBP 2 337 250. Продажу на аукционе Sotheby’s 29 января 2020 года, в рамках торгов «Рисунки старых мастеров» за $ 50 000, листа работы Джованни Доменико Тьеполо «Совы на скале», проданной из коллекции Государственного Эрмитажа 29 апреля 1931 года, на аукционе в Лейпциге. А также двух листов Жана Батиста Греза и одного рисунка Д. Д. Тьеполо в 2018—2020 годах, а также предлагаемого в рамках частной продажи полотна Клода-Жозефа Верне «Вид на Реджо-ди-Калабрия при закате солнца» 1769 года.

### Торговцы
- Братья Арманд и Виктор Хаммер, Нью-Йорк
- «М. Кнедлер и К», Нью-Йорк
- Аукцион «Рудольфа Лепке[нем.]», Берлин
- Ноундлеры[прояснить]
- Colnaghi[англ.], Лондон

## Другие продажи культурных ценностей в 1930-е годы
- Распродажи музейных ценностей СССР
- Яйца Фаберже
- Синайский кодекс
- Ночное кафе (картина ван Гога)